# Saalfeld/Saale

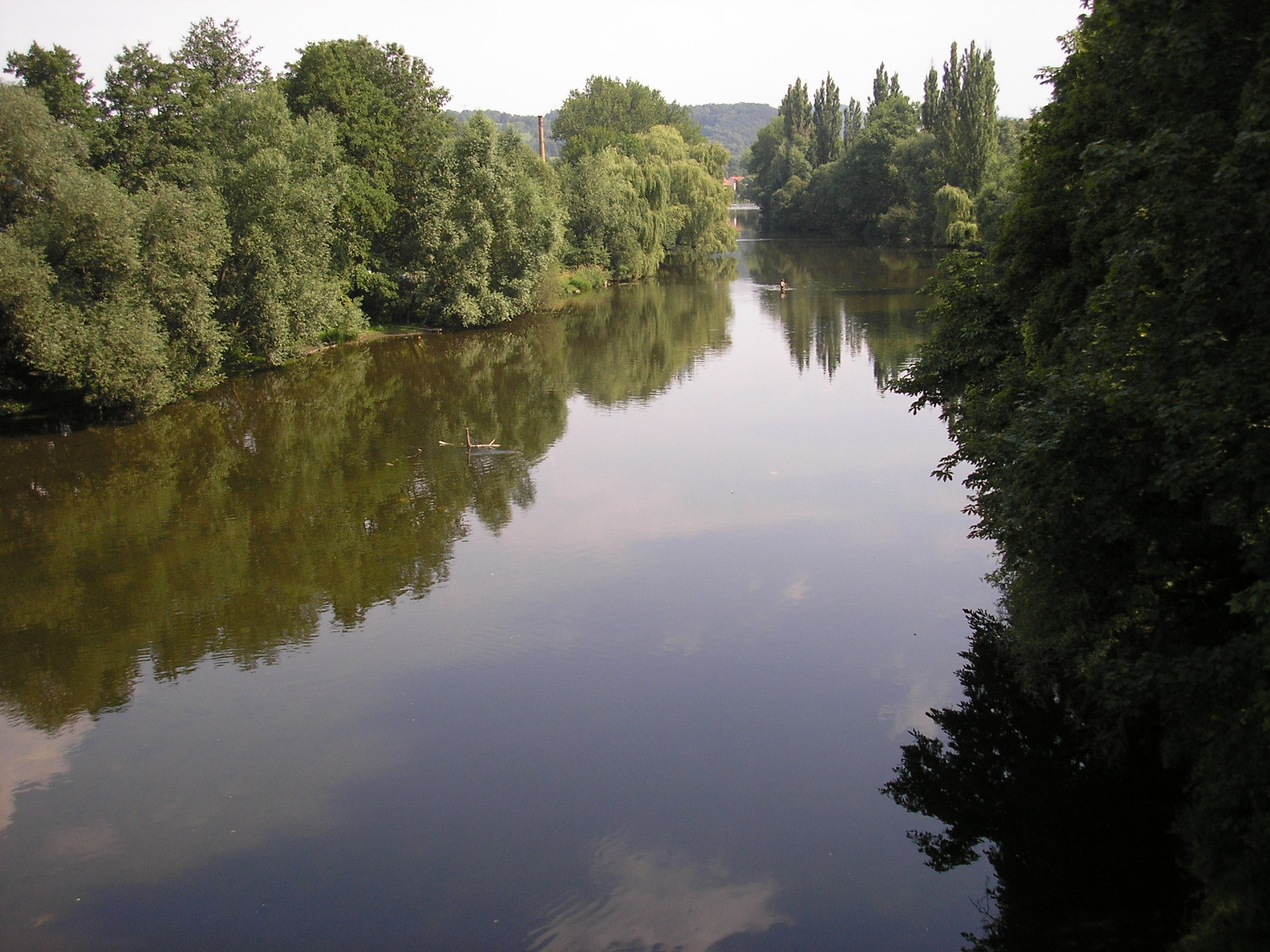
Saale in Saalfeld

Saalfeld/Saale ist eine Stadt in Thüringen. Sie ist die Kreisstadt des Landkreises Saalfeld-Rudolstadt im Südosten des Bundeslandes. Saalfeld liegt an der Saale in der Mitte des Saalebogens. Südwestlich der Stadt beginnt das Thüringer Schiefergebirge. Bekannteste Sehenswürdigkeit sind die Feengrotten. Außerdem ist die Stadt ein bedeutender Eisenbahnknoten.
Saalfeld bildet gemeinsam mit Rudolstadt und Bad Blankenburg ein Mittelzentrum mit Teilfunktionen eines Oberzentrums mit 60.000 Einwohnern. Die drei Städte kooperieren im Rahmen des „Städtedreiecks am Saalebogen“ miteinander.

## Geografie
Saalfeld liegt im Tal der Saale, die der Stadt einst ihren Namen gab, in etwa 235 Metern Höhe. Südwestlich der Stadt beginnt das Thüringer Schiefergebirge mit über 500 Meter hohen Bergen am Stadtrand. In südlicher Richtung liegt das Tal der Saale bzw. ihrer Nebenflüsse Loquitz und Sormitz. Diese Täler sind tiefe, enge Täler, die landschaftlich sehr reizvoll sind. Darüber hinaus liegt im Südosten der Stadt das Talsperrensystem „Saalekaskade“, das sich entlang der Saale bis nach Bad Lobenstein erstreckt und mit der Bleilochtalsperre und der Talsperre Hohenwarte die größten Talsperren Thüringens und zwei der größten Talsperren Deutschlands beinhaltet. Östlich der Stadt beginnt die Orlasenke, eine fruchtbare, breite Talsenke, die sich bis zur 35 Kilometer östlich gelegenen Stadt Triptis erstreckt. Nördlich von Saalfeld die Vordere Heide, der südwestlichste Ausläufer des Thüringer Holzlandes mit dem 481 Meter hohen Kulm, dem Hausberg der Stadt, auf welchem sich ein Stahlfachwerkturm befindet, von dem aus man das gesamte Umland überblicken kann. Bei Saalfeld beginnen die Buntsandsteinlagerstätten, die sich nördlich bis Rothenstein hinziehen. Nordwestlich verlässt die Saale die Stadt; dort liegen auch die Nachbarstädte Rudolstadt und Bad Blankenburg, der Beginn des Schwarzatals.
Die Stadt selbst liegt am westlichen, dem Bergufer der Saale. Die Altstadt liegt auf einem Hügel unweit des Flusses. Sie ist von weiteren Wohngebieten umgeben, während auf der östlichen Seite der Saale rund um den Bahnhof Saalfeld (Saale) Industrie- und Gewerbeflächen dominieren. Hier liegt auch der Ortsteil Gorndorf mit dem Plattenbaugebiet der Stadt. Während diese Plattenbausiedlung nach der Wende als unattraktiv und sozialer Brennpunkt galt, hat Saalfeld es mittels eines eigenen Stadtentwicklungskonzeptes geschafft, diesen Stadtteil erheblich aufzuwerten.

### Klima

Niederschlagsdiagramm

Die Jahresdurchschnittstemperatur in Saalfeld liegt bei 8,6 °C Über ein Jahr verteilt summieren sich die Niederschläge zu 527 mm auf.

### Nachbargemeinden
Angrenzende Gemeinden sind Rudolstadt, Unterwellenborn, Kaulsdorf, Probstzella, Gräfenthal, Neuhaus am Rennweg, Meura, Rohrbach, Döschnitz, Schwarzburg und Bad Blankenburg.

### Stadtgliederung
Zu Saalfeld gehören folgende Stadtteile, mit Stadtteilnummer nach Hauptsatzung:
| 1. Saalfeld 2. Altsaalfeld 3. Garnsdorf 4. Graba 5. Köditz 6. Obernitz 7. Remschütz 8. Gorndorf | 1. Beulwitz mit Aue am Berg, Beulwitz, Crösten und Wöhlsdorf 2. Arnsgereuth 3. Saalfelder Höhe mit Bernsdorf, Birkenheide, Braunsdorf, Burkersdorf, Dittersdorf, Dittrichshütte, Eyba, Hoheneiche, Kleingeschwenda, Knobelsdorf, Lositz-Jehmichen, Reschwitz, Unterwirbach, Volkmannsdorf, Wickersdorf, Wittmannsgereuth und Witzendorf 4. Wittgendorf 5. Reichmannsdorf mit Gösselsdorf und Schlagetal 6. Schmiedefeld mit Taubenbach |

## Geschichte

### Gründung bis 1800

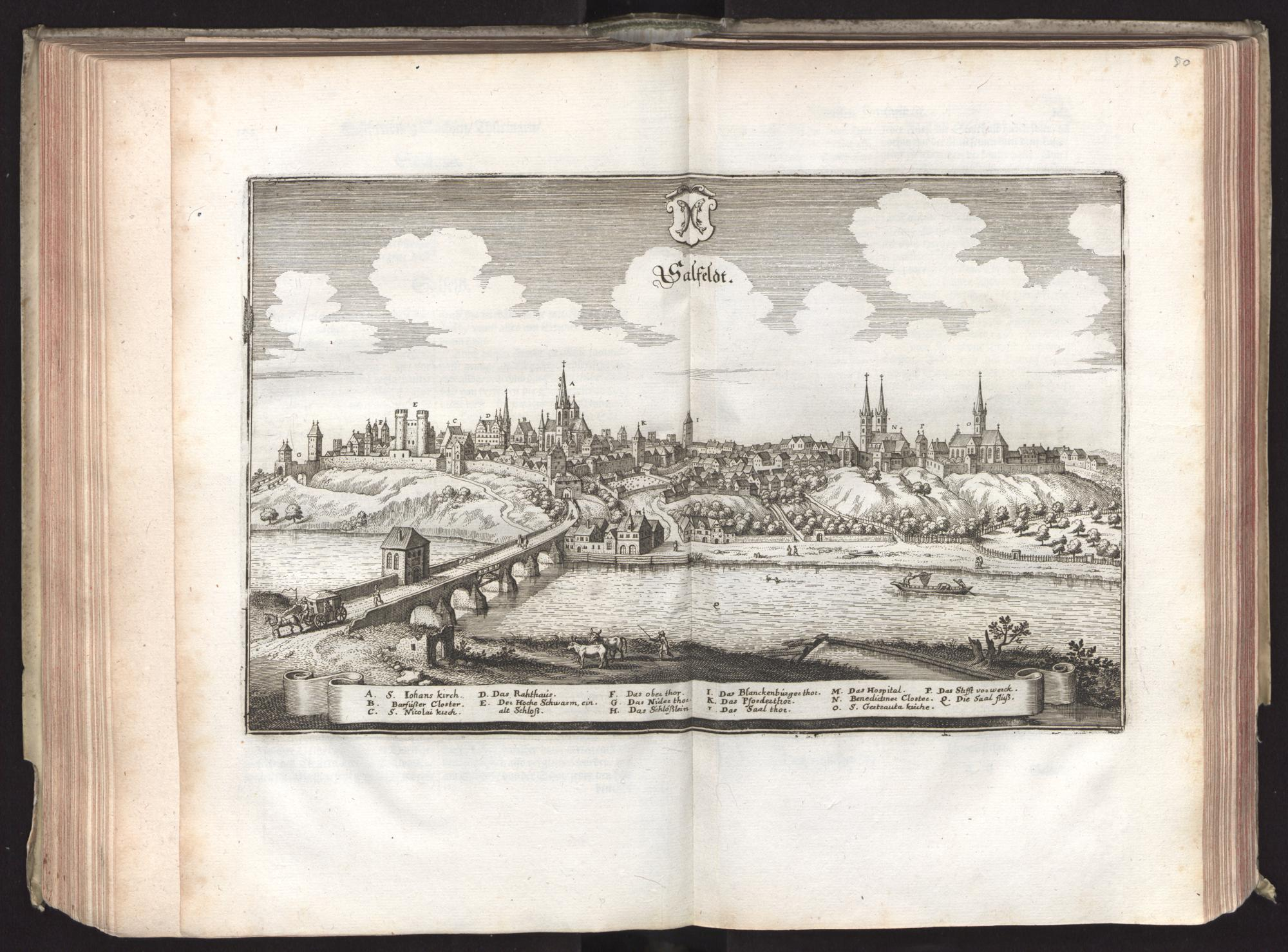
Saalfeld um 1650 bei Merian

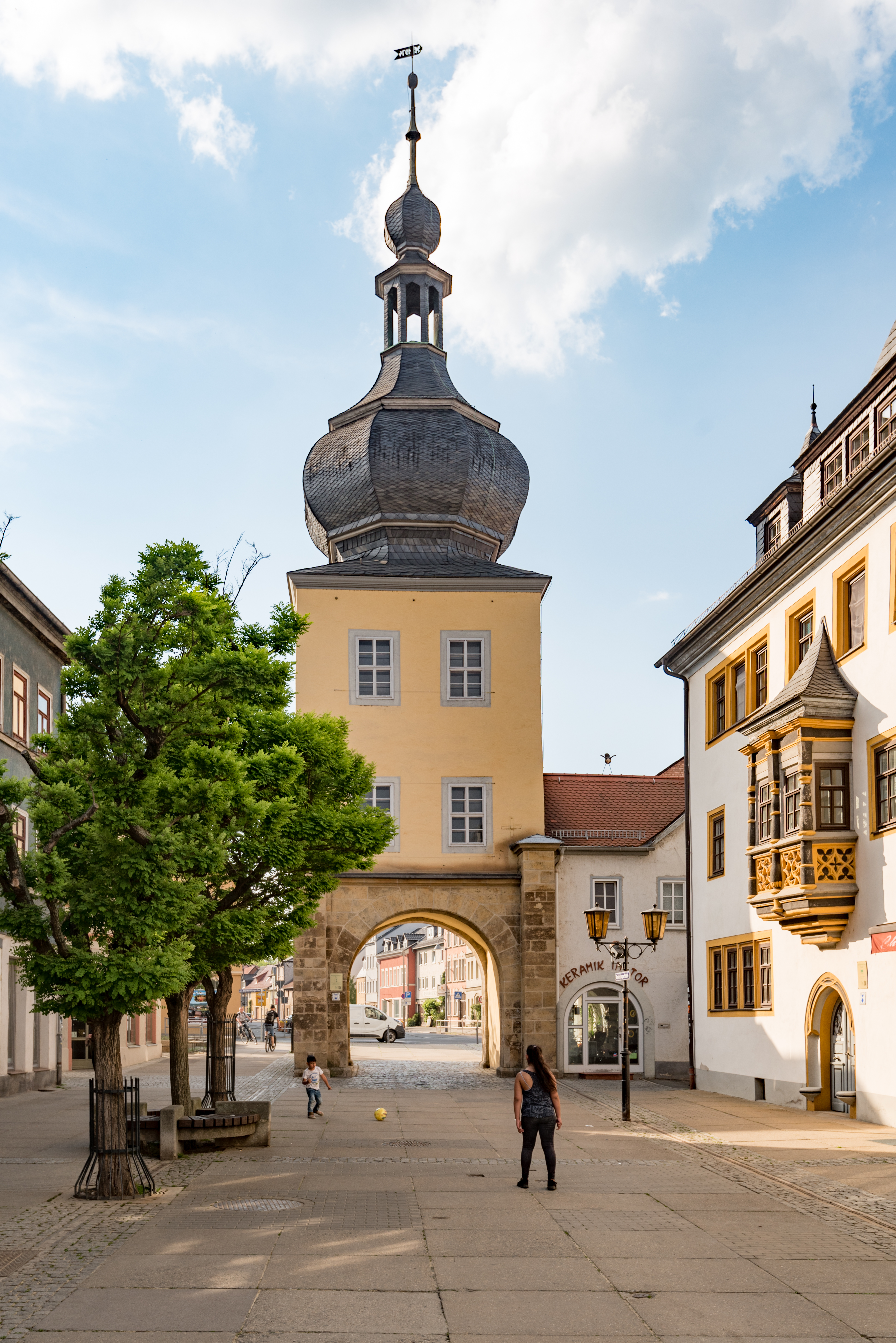
Blankenburger Tor

Die Quellenlage zur mittelalterlichen Geschichte Saalfelds ist schwierig. Eine erste urkundliche Erwähnung als "Salauelda" in einer Urkunde Kaiser Arnulfs von 899 gilt unter fast allen Historikern als gesichert, obwohl die Herausgeber des Urkundenverzeichnisses "Regnum Francorum online" das mitgenannte "Salauelda" als nicht identifiziert bezeichnen (RFO D_Arn 174) und die Herausgeber der "Monumenta Germaniae Historica" keinen der acht enthaltenen Ortsnamen deuten (MGH DD Arn 174). Hier könnte eine karolingische Königspfalz bestanden haben, die aber keine zeitgenössische Urkunde erwähnt. Deren Kapelle kann die Kirche des Ortsteils Graba gewesen sein. Doch wird Graba erst 997 ohne Nennung eines Königshofs urkundlich erwähnt (Regesta Imperii II,3,1233). Der Mainzer Erzbischof Friedrich feierte Weihnachten 952 hier (RIplus Regg EB Mainz 1), und 979 weilte Kaiser Otto II. hier in einer möglichen Pfalz (Regesta Imperii II,2,791). Der spätere Kaiser Heinrich II. schenkte das Gebiet um Saalfeld im Jahr 1012 dem Pfalzgrafen Ezzo von Lothringen (eine Urkunde dazu ist in den "Regesta Imperii" nicht enthalten), dessen Tochter Richeza es 1056 dem Erzbistum Köln schenkte (nicht in den "Regesta Imperii").  Sicher ist, dass 1071 der Kölner Erzbischof Anno II. hier das Benediktinerkloster St. Peter und Paul gründete und der Mainzer Erzbischof Adalbert I. dem Benediktinerkloster 1125 seine Besitzungen bestätigte (beide Urkunden in RIplus Regg. EB Mainz 1). Der Ort entwickelte sich schnell zum kirchlichen Machtzentrum im östlichen Thüringen. Die Klosterbrüder leiteten die Christianisierung und Besiedlung der Umgebung. Über die Gründung des Klosters berichtet der Geschichtsschreiber Lampert von Hersfeld, der mehrere Wochen im Saalfelder Kloster verweilte. Seine Chroniken sind für viele Jahre die einzigen Schriftquellen zur Regionalgeschichte. Das Kloster bestand bis nach der Reformation (bis 1526).
Nachdem es wieder in Reichsbesitz gekommen war, erhielt Saalfeld 1208 als vierter Ort in Thüringen das Stadtrecht. Parallel dazu wurde von Kaiser Friedrich Barbarossa die Anlage einer städtischen Siedlung beauftragt, die südlich des alten Dorfes (Altsaalfeld) entstand. Bestätigung findet das Stadtrecht im Jahr 1208 bei den Schwarzburgern, die zur damaligen Zeit die Lehnsherren über das Saalfelder Gebiet waren. 1363 wurde die Stadtmauer errichtet, ein erstes Rathaus gab es 1389, und eine erste Saalebrücke wird 1373 genannt. Um 1250 kam zum Benediktinerkloster ein Franziskanerkloster hinzu, welches bis 1534 Bestand hatte. Es befand sich im Gebäude des heutigen Stadtmuseums. Als Wirtschaftszweige sind ab 1258 die Saaleflößerei und ab dem späten 13. Jahrhundert der Bergbau bekannt. 1346 erhielt die Stadt schließlich das Recht, in der Saale Fischfang zu treiben, wofür bis heute die Barben im Stadtwappen stehen. Ein weiteres Recht kam 1482 hinzu, als die Saalfelder die Hohe Gerichtsbarkeit über Hals und Hand erhielten. Eine wirtschaftliche Blütezeit setzte ein. Saalfeld gelangte im Jahr 1389 von den Schwarzburgern an die Wettiner, in deren Besitz es bis zur Novemberrevolution und Abschaffung der Monarchien in Deutschland 1918 blieb. Bei der Erfurter Teilung 1572 gelangte Saalfeld an Sachsen-Weimar, 1603 an Sachsen-Altenburg und 1673 an Sachsen-Gotha.

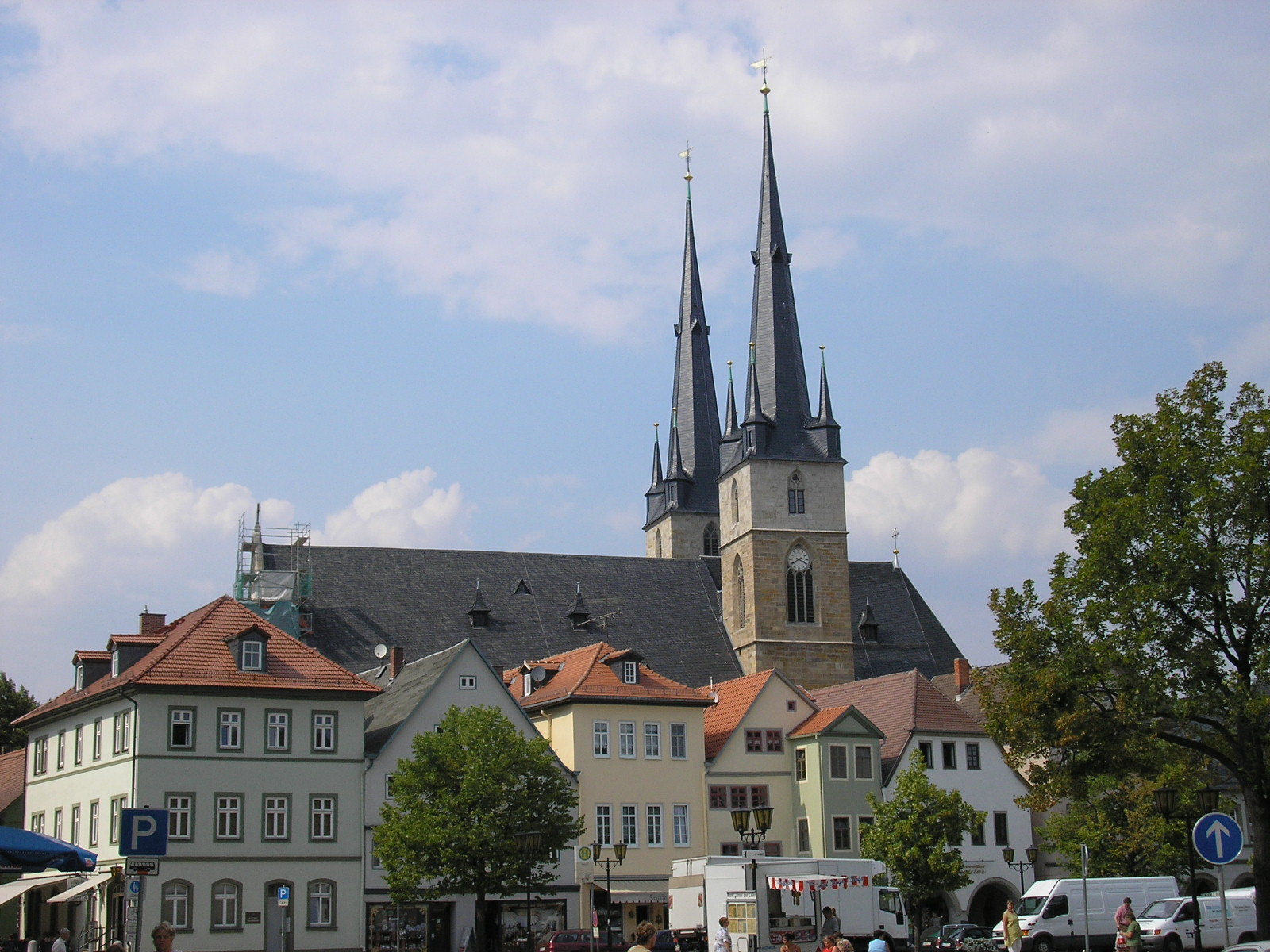
Stadtkirche

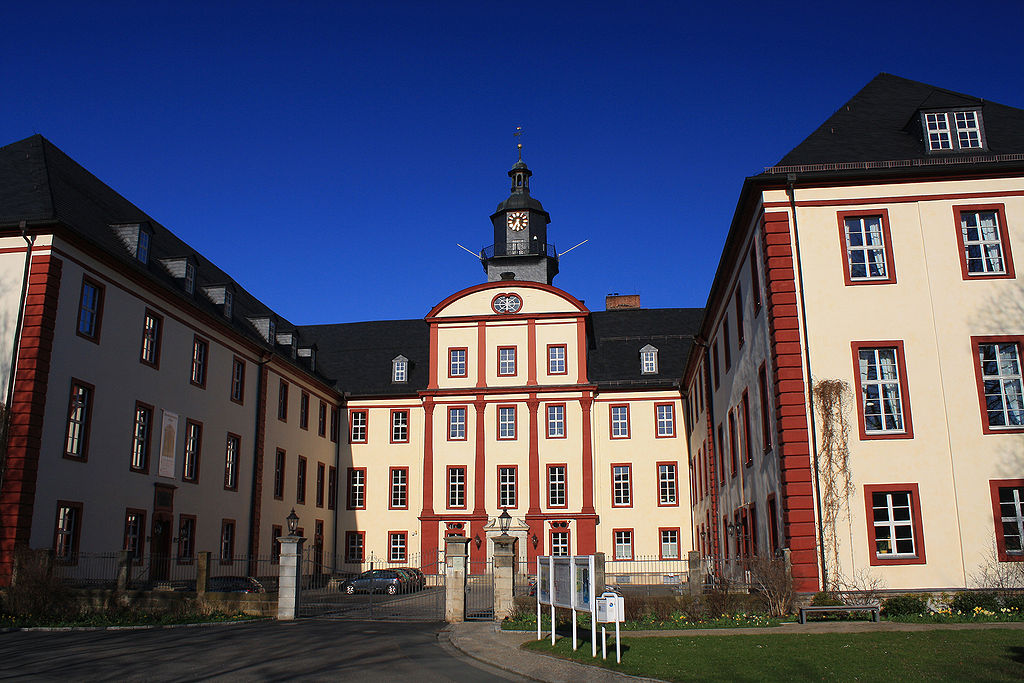
Schloss Saalfeld

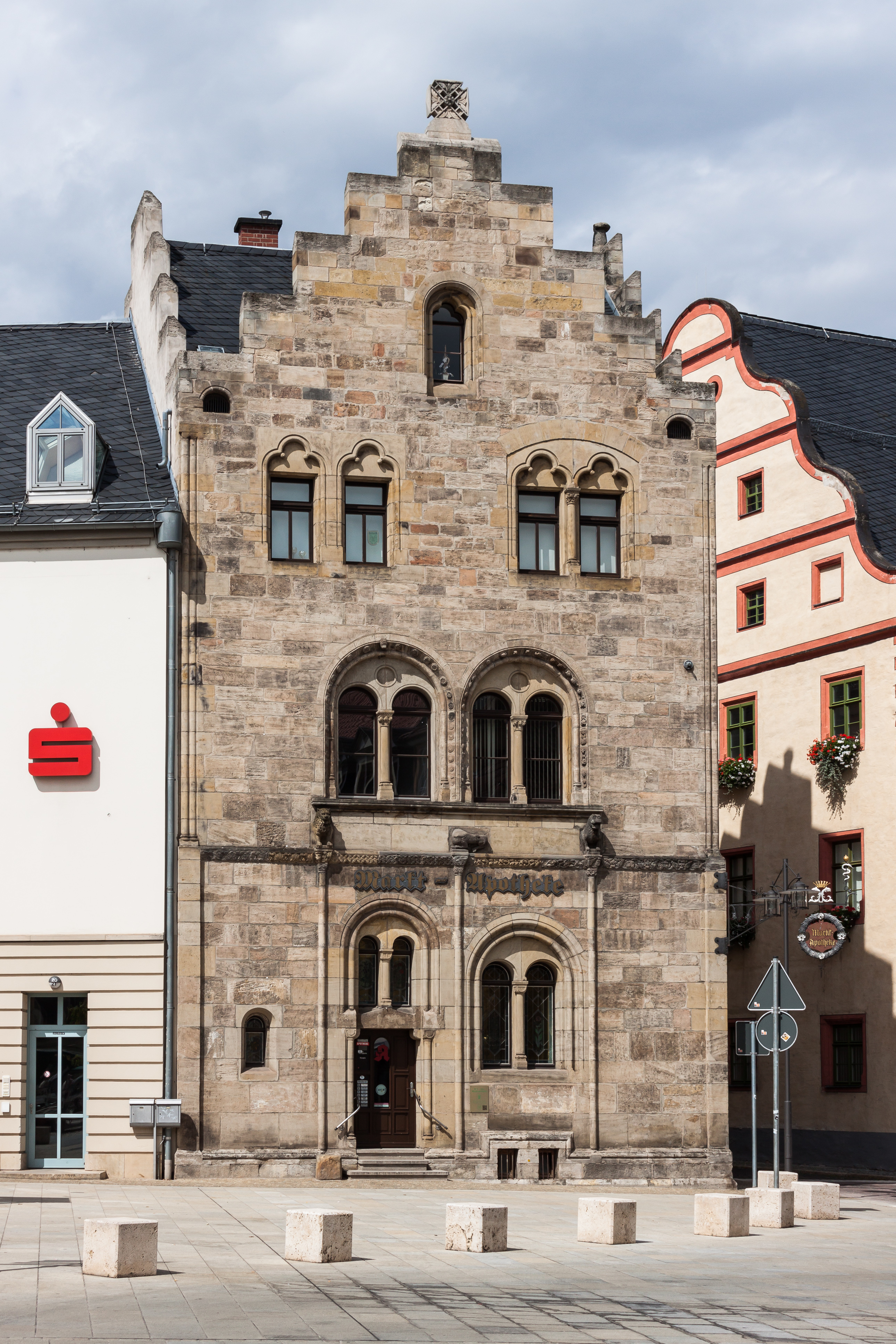
Die heutige Marktapotheke war im Mittelalter erster Sitz des Stadtvogts

1514 wurde die Johanneskirche nach fast 150-jähriger Bauzeit fertiggestellt. Allerdings zerstörte schon 1517 ein Stadtbrand wieder große Teile Saalfelds. Beim folgenden Wiederaufbau erhielt die Stadt ihr heutiges, durch Renaissancebauten geprägtes Bild. Es entstanden unter anderem das heutige Rathaus (1529 bis 1537), die Münze (1551) sowie viele Bürgerhäuser und etwas später auch die Stadtapotheke (1617 bis 1620).

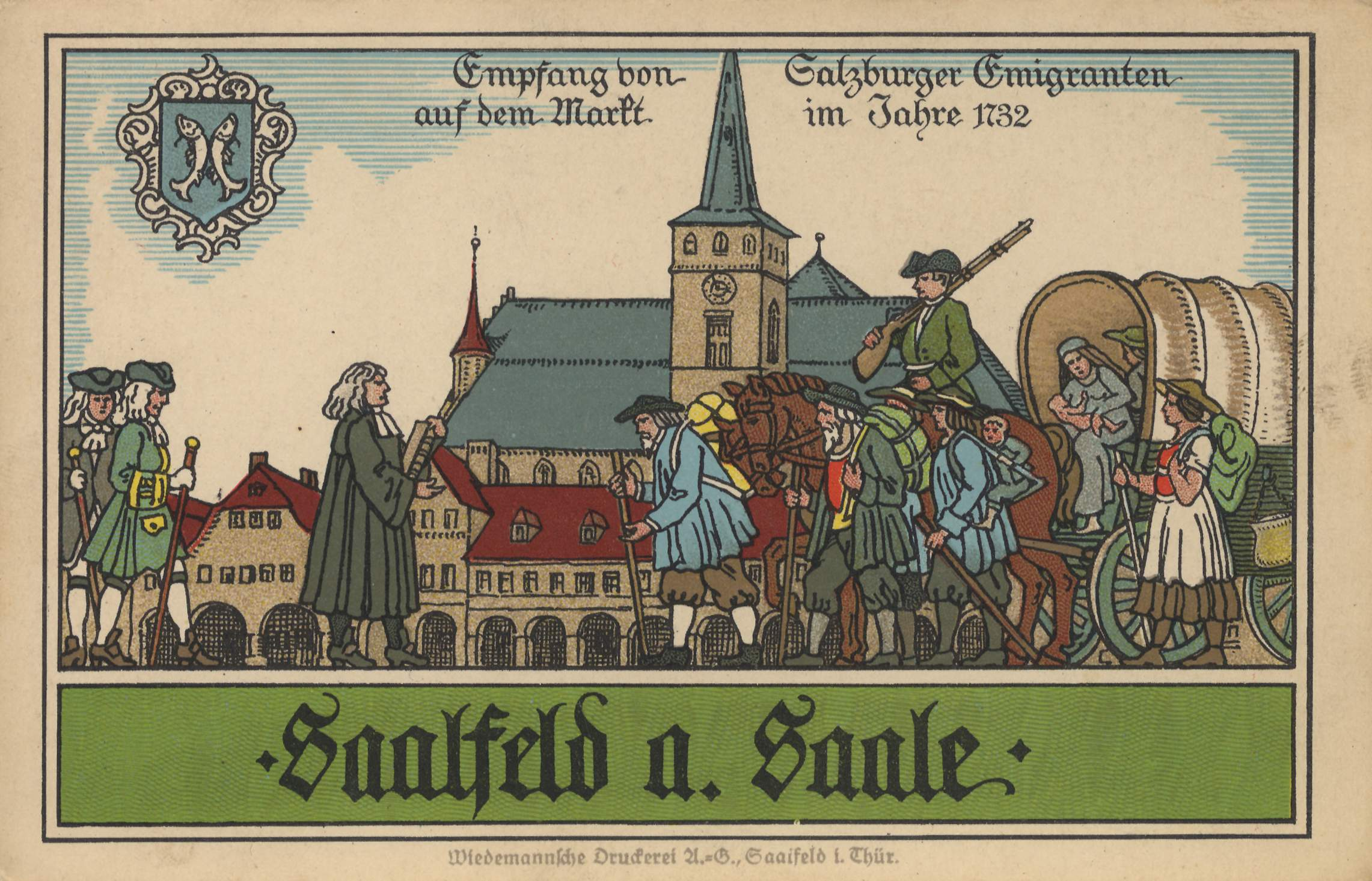
Empfang von Salzburger Emigranten auf dem Markt im Jahre 1732

Herzog Albrecht machte 1675 Saalfeld zu seiner Residenz und begann 1677 mit dem Bau von Schloss Saalfeld, das dann nach der Erbteilung 1680 von seinem jüngeren Bruder Johann Ernst übernommen und bis 1726 vollendet wurde. Es entstand auf dem Gebiet des ehemaligen Benediktinerklosters, welches dafür abgerissen wurde. Die Notwendigkeit eines Residenzschlosses ergab sich aus einer ab 1675 in Aussicht stehenden und 1680 schließlich durchgeführten Erbteilung der Ernestiner, bei der das Herzogtum Sachsen-Saalfeld entstand, welches nur bis 1745 existierte und anschließend in den Besitz von Sachsen-Coburg (danach als Sachsen-Coburg-Saalfeld bezeichnet) überging. Nachdem die Linie Sachsen-Gotha und Altenburg 1825 ausgestorben war, kam Sachsen-Gotha zu Sachsen-Coburg-Saalfeld (deshalb umbenannt zu Sachsen-Coburg und Gotha), das dafür Saalfeld und den größten Teil Sachsen-Hildburghausens an Sachsen-Meiningen abgab. Friedrich von Sachsen-Hildburghausen wurde Herzog des wiedergegründeten Sachsen-Altenburg.

### 1800 bis heute

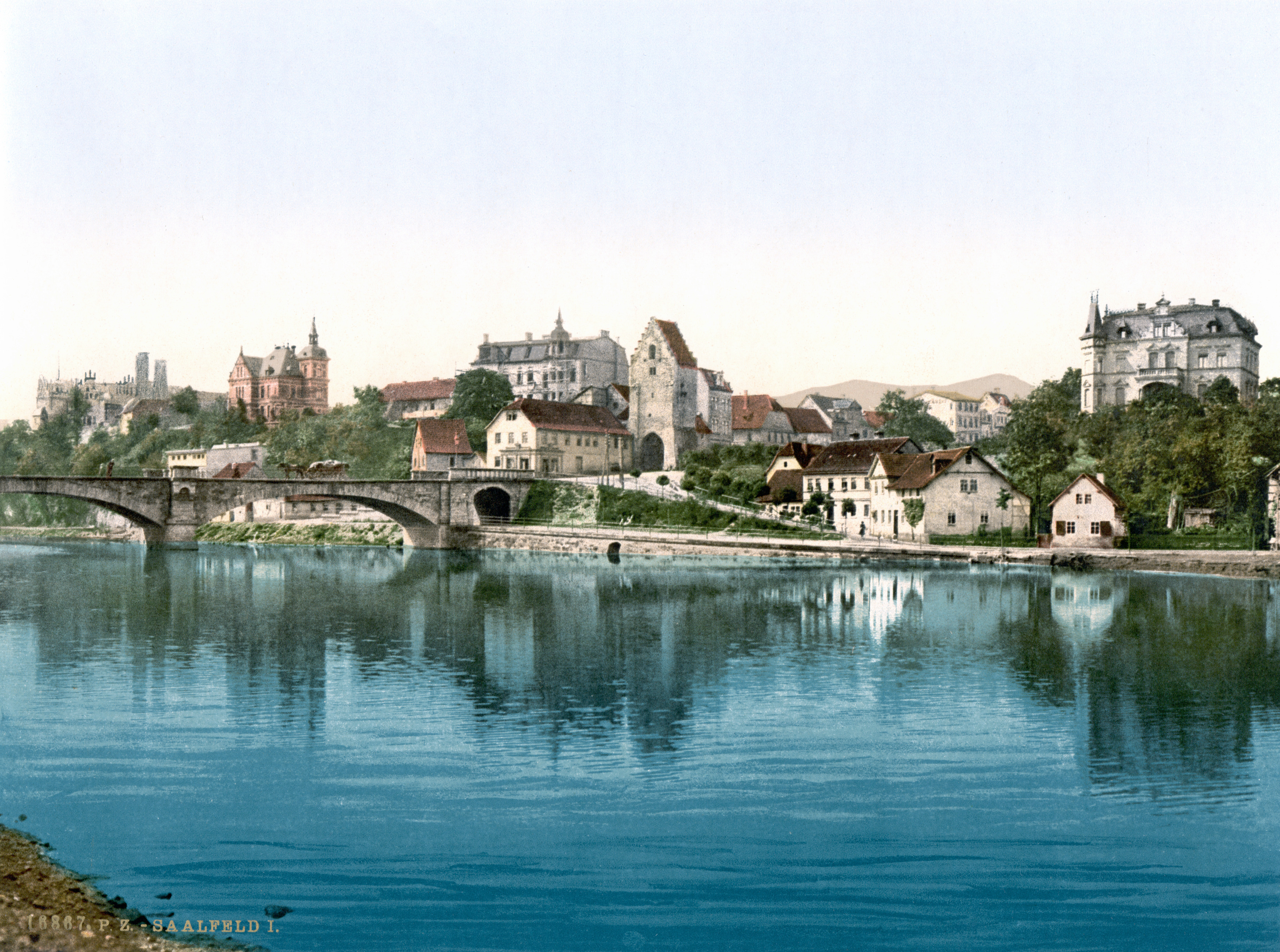
Saalfeld um 1900

Am 10. Oktober 1806 fand das Gefecht bei Saalfeld statt, das mit einem Sieg der 14.000 französischen Soldaten über ein 9.000 Mann starkes Heer der Preußen endete und bei dem der preußische Prinz Louis Ferdinand ums Leben kam. Im 19. Jahrhundert begann auch die Industrialisierung in Saalfeld, die ihren größten Aufschwung nach der Eröffnung der Bahnstrecke Leipzig–Gera–Saalfeld im Jahr 1871 nahm. In den folgenden Jahrzehnten entwickelte sich Saalfeld zu einem wichtigen Eisenbahnknoten zwischen Leipzig und Nürnberg mit weiteren Verbindungen nach Hof und Gera im Osten, Jena im Norden, Nürnberg im Süden sowie Erfurt und Sonneberg im Westen. Lokale Bahnstrecken führten außerdem über Rottenbach nach Königsee und Katzhütte. 1939 wurde die steile Frankenwaldbahn erstmals elektrifiziert, bevor die Sowjetunion die Masten und den Fahrdraht 1945 wie auch bei der Saalbahn als Reparationsleistungen wieder entfernen ließ. Die erneute Elektrifizierung der Strecke zwischen Probstzella und Camburg erfolgte erst 1995 nach der deutschen Wiedervereinigung. Während der Industrialisierung entwickelte sich aus dem seit dem Mittelalter betriebenen Saalfelder Bergbau die Maxhütte Unterwellenborn, ein 1872 gegründetes Zweigwerk der Oberpfälzer Maxhütte. Die ebenfalls seit dem Mittelalter betriebene Saaleflößerei wurde erst 1938 nach dem Bau der Saalekaskade eingestellt.
1914 wurden die Feengrotten öffentlich zugänglich gemacht, nachdem sie bereits 1910 in alten Bergwerksstollen entdeckt worden waren. Nach dem Ersten Weltkrieg und der Novemberrevolution 1918 wurden die Monarchien in Deutschland abgeschafft und der neue Freistaat Thüringen gegründet. Saalfeld wurde nun die Kreisstadt des Landkreises Saalfeld, der noch bis 1994 bestand. Vorher war die Stadt bereits seit 1868 der Verwaltungssitz des Kreises Saalfeld im Herzogtum Sachsen-Meiningen, der jedoch einen wesentlich anderen Gebietszuschnitt als sein Nachfolger hatte.
In der Zeit des Nationalsozialismus waren Menschen aus rassistischen, politischen und religiösen Gründen Verfolgungen ausgesetzt, die 1933 mit der Einlieferung in das Amtsgerichtsgefängnis begannen, im Volksmund Hutschachtel genannt. Verfolgt wurden Menschen auch aus eugenischen Gründen, wie die 571 Personen, die vom Erbgesundheitsgericht zu Opfern der Zwangssterilisation gemacht wurden. Die jüdischen Bürger Saalfelds wurden in die Emigration gedrängt und ab 1941 in Ghettos oder Vernichtungslagern zu Tode gebracht. Das Gedenkbuch – Opfer der Verfolgung der Juden unter der nationalsozialistischen Gewaltherrschaft 1933–1945 führt namentlich 15 jüdische Einwohner auf, die Opfer des Holocaust wurden.

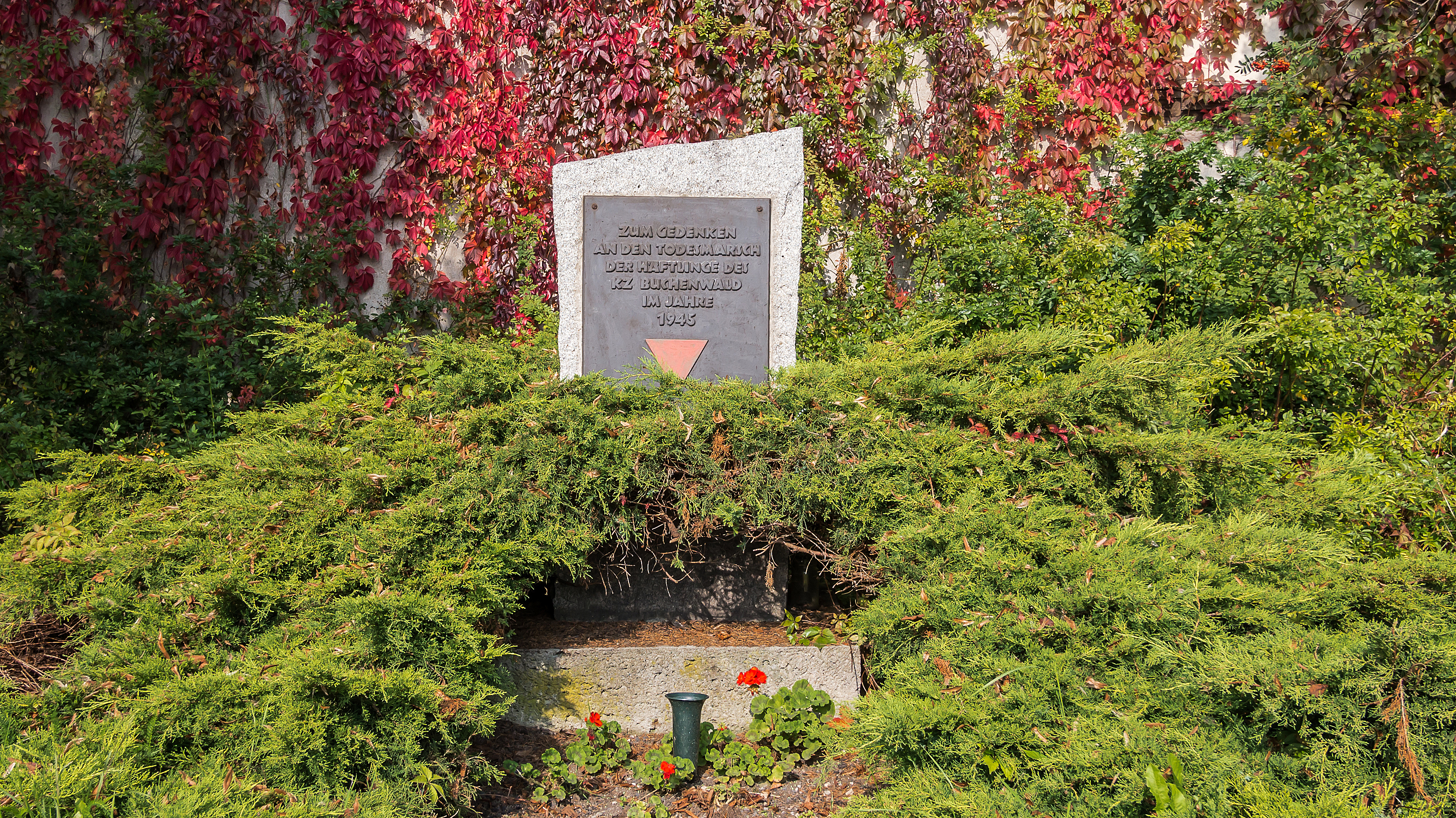
Gedenkstein „Todesmarsch der Buchenwald-Häftlinge“

Schon 1939 wurden Juden im Rahmen des Geschlossenen Arbeitseinsatzes beim Bau der Hohenwarte-Talsperre eingesetzt und in einem Lager in der Nähe von Saalfeld untergebracht. Während des Zweiten Weltkriegs mussten 1.491 Kriegsgefangene sowie Frauen und Männer aus den von Deutschland besetzten Ländern, vorwiegend aus der Sowjetunion, Zwangsarbeit verrichten: bei der Optischen Anstalt 99, bei der SAG 99, bei den Mecano-Werken, bei der Mitteldeutschen Elektro, bei der Firma Max Schaede, bei Firma Auerbach & Scheibe, bei der Arbeitsgemeinschaft Saaletalsperre in Hohenwarte, bei Firma Paschold, Döger & Co., beim Schokoladenwerk Mauxion, bei der Firma Adolf Knoch, bei der Firma Paul Eberlein Söhne, bei Firma Gustav Bodenstein und bei der Reichsbahn. Auf dem Friedhof entstand 1947 eine sowjetische Gedenkstätte mit 68 Grabsteinen und drei Gedenktafeln. Zur Erinnerung an die Opfer des Todesmarsches vom KZ Buchenwald im April 1945 wurde 1985 eine Stele an der Kreuzung Schloßstraße/Auf dem Graben errichtet. 2008 wurden 10 Stolpersteine für jüdische Opfer des Nationalsozialismus in Saalfeld verlegt.
Von 1936 bis 1945 war Saalfeld Standort der Wehrmacht (die Prinz-Louis-Ferdinand-Kaserne befand sich außerhalb des Stadtgebiets, in der Gemeinde Beulwitz).
Die Stadt wurde bei Bombardements gegen Ende des Zweiten Weltkriegs stark beschädigt, Angriffsschwerpunkte waren hierbei die umfangreichen Eisenbahnanlagen. Bei einem amerikanischen Luftangriff am Montag, dem 9. April 1945, starben im kurz vor 9 Uhr einsetzenden und bis 19 Uhr anhaltenden Bombenhagel und Bordwaffenbeschuss der 52 Einsätze (etwa acht Wellen mit jeweils sechs bis sieben Flugzeugen), mindestens 208 Menschen. Opfer waren zumeist Frauen und Kinder, Militärpersonen, Verwundete eines im Bahnhof stehenden Lazarettzuges und Bahnpersonal. Dazu kamen unzählige Schwerverletzte. Aus Erhebungen der Stadtverwaltung geht hervor, dass in Saalfeld durch diesen Angriff 22 Häuser völlig zerstört, 146 Wohnungen zerbombt und 573 beschädigt wurden. Es entstand ein Schaden von 7,5 Millionen Reichsmark, den mehr als 1300 Bomben mit einer Sprengkraft von 500 bis 1000 Pfund sowie die Brände verursacht hatten. Schwer zerbombt wurden u. a. der Bahnhof, ein wichtiger Verkehrsknotenpunkt, und das Industriegelände (Altsaalfeld) in Bahnhofsnähe. Ein Fliegerangriff gegen 8:20 Uhr brachte auch die Produktion in der Maxhütte zum Erliegen, weil das Energie-Versorgungszentrum voll getroffen wurde. Auch Baudenkmale der Altstadt wurden in Mitleidenschaft gezogen: die Johanneskirche, das Franziskaner-Kloster (Stadtmuseum), das Schloss Saalfeld, das Schlösschen Kitzerstein, das Saaltor und das Rathaus.
Am 12. April standen US-Truppen am Stadtrand, am 13. April vormittags wurde Saalfeld vom amtierenden Bürgermeister an die Amerikaner übergeben. Vorher – am 12. und 13. April – waren noch alle Saalebrücken der Stadt und Umgebung von der Wehrmacht gesprengt worden. 819 Einwohner von Saalfeld fielen im Zweiten Weltkrieg.
Saalfeld wurde, wie ganz Thüringen, Anfang Juli 1945 von den Amerikanern an die Rote Armee übergeben und damit Teil der SBZ, ab 1949 der DDR.
Am 16. August 1951 stürmte eine große Anzahl aufgebrachter Wismut-Bergarbeiter das Gefängnis und das Polizeirevier der Stadt und verlangten die Freilassung inhaftierter Kumpel. Hintergrund war die Unzufriedenheit mit den schlechten sozialen Bedingungen, die der rasche Zuzug vieler Bergleute zur Forcierung des Uranerz-Abbaus für das sowjetische Atomwaffen-Programm mit sich brachte. Im Mai 1952 verurteilte das thüringische Staatsgericht zwölf vermeintliche Rädelsführer zu acht bis fünfzehn Jahren Haft. Der Abbau von Uranerz in der Umgebung von Saalfeld erwies sich als nicht lohnend und wurde eingestellt.
1994 wurden die 1952 entstandenen Kreise Saalfeld und Rudolstadt zum Landkreis Saalfeld-Rudolstadt zusammengelegt, dessen Kreissitz Saalfeld wurde. 1999 fand der Thüringentag in Saalfeld statt.

### Eingemeindungen
Am 1. Juli 1950 wurden die bis dahin eigenständigen Gemeinden Obernitz und Remschütz eingegliedert. Gorndorf folgte am 1. Januar 1963. Am 6. April 1994 kam Beulwitz und am 1. Dezember 2011 Arnsgereuth hinzu. Am 6. Juli 2018 kamen Saalfelder Höhe und Wittgendorf hinzu, am 1. Januar 2019 Reichmannsdorf und Schmiedefeld.

### Einwohnerentwicklung
Entwicklung der Einwohnerzahl (ab 1960: 31. Dezember):
| 1833 bis 1970 - 1833: 04.604 - 1890: 09.801 - 1905: 13.242 - 1910: 14.347 - 1925: 17.960 - 1933: 19.148 - 1939: 22.903 - 1946: 26.387 - 1950: 27.673 - 1960: 26.876 - 1970: 33.643 | 1981 bis 2001 - 1981: 34.256 - 1984: 33.586 - 1985: 33.614 - 1994: 32.349 - 1995: 31.922 - 1996: 31.983 - 1997: 31.489 - 1998: 30.299 - 1999: 29.868 - 2000: 29.511 - 2001: 29.060 | 2002 bis 2012 - 2002: 28.759 - 2003: 28.393 - 2004: 28.173 - 2005: 27.918 - 2006: 27.728 - 2007: 27.488 - 2008: 27.242 - 2009: 26.912 - 2010: 26.755 - 2011: 26.837 - 2012: 25.278 | ab 2013 - 2013: 25.098 - 2014: 25.139 - 2015: 25.041 - 2016: 24.911 - 2017: 24.789 - 2018: 27.705 - 2019: 29.278 - 2020: 29.071 - 2021: 28.772 - 2022: 29.224 - 2023: 29.121 |

Einwohnerentwicklung von Saalfeld von 1833 bis 2016

 Datenquelle ab 1994: Thüringer Landesamt für Statistik

## Politik

### Stadtrat
Die Stadtratswahl am 26. Mai 2024 führte bei einer Wahlbeteiligung von 57,7 % zu folgender Sitzverteilung:
| Partei | Sitze | +/− |
| ------ | ----- | --- |
| CDU    | 11    | ±1  |
| AfD    | 7     | +2  |
| SPD    | 3     | −1  |
| BfS    | 2     | +2  |
| LINKE  | 2     | −2  |
| BfTeV  | 2     | +2  |
| FDP    | 2     | −1  |
| GRÜNE  | 1     | −2  |
| Gesamt | 30    | −2  |

### Bürgermeister

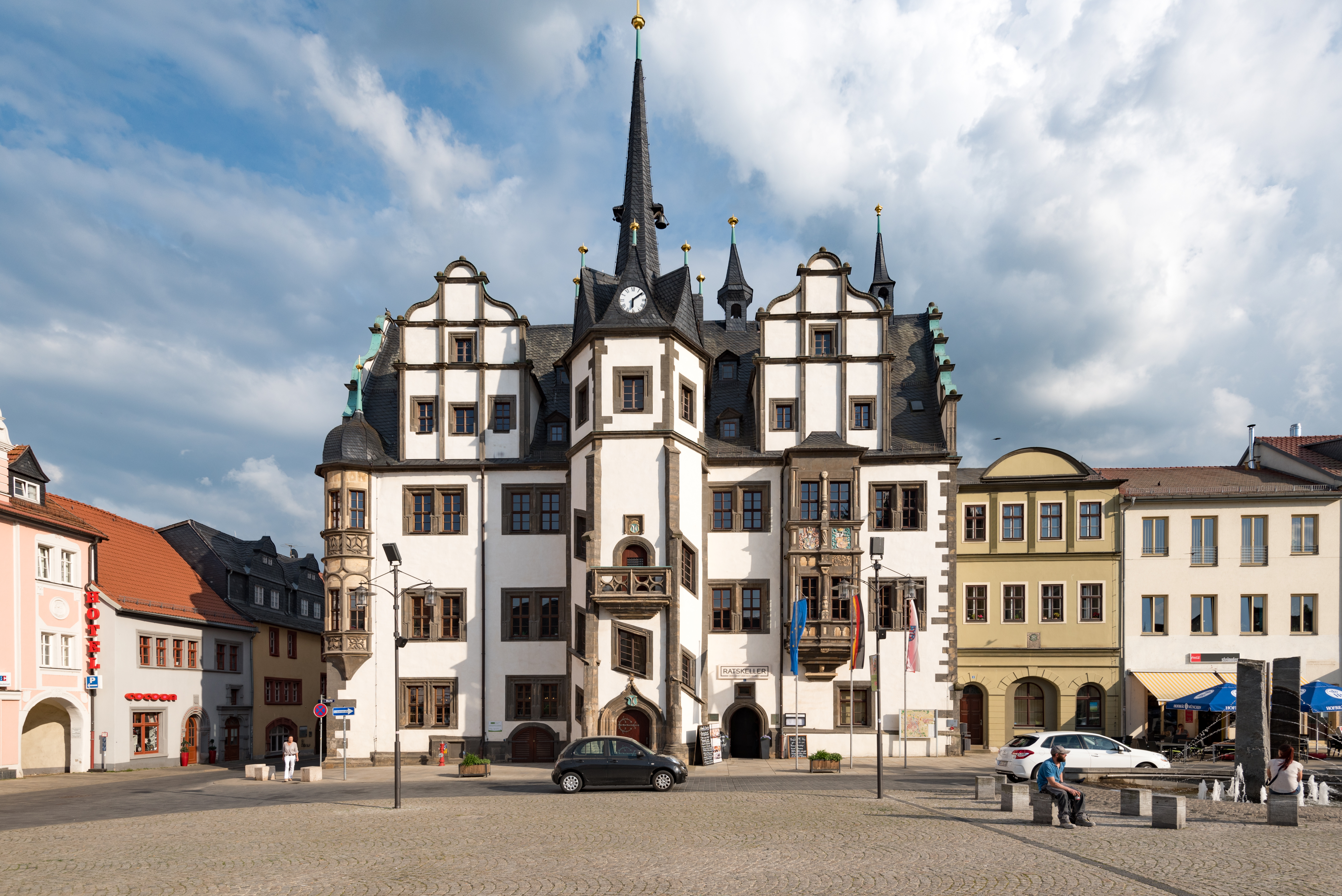
Das Rathaus der Kreisstadt Saalfeld an der Saale

Bürgermeister ist Steffen Kania (CDU). Bei der Bürgermeisterwahl am 15. April 2018 entfielen 43,5 % der abgegebenen Stimmen auf den jetzigen Bürgermeister. Steffen Lutz (SPD) erreichte 32,3 %, Oliver Brömel (parteilos) 14,0 %, Sebastian Sussek (parteilos) 7,9 % und Roland Beyer (parteilos) 2,2 %. Bei der Stichwahl am 29. April 2018 gewann Kania gegen seinen Konkurrenten Lutz mit 52 %. Die Wahlbeteiligung lag im ersten Wahlgang bei 45,3 % und zur Stichwahl bei 37,9 %.

### Wappen
| Wappen der Stadt Saalfeld/Saale | Blasonierung: „In Grün zwei aufgerichtete abgewendete silberne Barben, begleitet von zwei sechseckigen silbernen Sternen.“ |
| Wappen der Stadt Saalfeld/Saale | Wappenbegründung: Der Ort hat seinen Namen von der Lage an der Saale abgeleitet, weshalb in dem Wappen Fische vorherrschen. Bei der Wahl der Farben waren wohl die grün-silbernen Landesfarben der sächsischen Herzogtümer in Thüringen von Bedeutung. Saalfeld gehörte bis 1918 zu Sachsen-Meiningen und hat 1921 nach der damals im neuen Freistaat Thüringen üblich gewordenen Regel das Wappen durch ein Ortsgesetz festgestellt. Fassung des Stadtwappens gemäß Ratsbeschluss vom 30. September 1948. |

Die Farben der Stadt sind Grün-Silber.

### Städtepartnerschaften
Saalfeld unterhält Städtepartnerschaften mit:
- Stains (Frankreich) seit 1964
- Sokolov (Falkenau an der Eger) (Tschechien) seit 1974
- Kulmbach (Bayern) seit 1988
- Samaipata (Bolivien) seit 1996
- Zalewo (Saalfeld) (Polen) seit 2001

Am Rande: In Lünen an der Lippe wurde nach dem Zweiten Weltkrieg in Reminiszenz an Saalfeld eine Siedlung (Nebenerwerbsstellen) für von dort Vertriebene und Flüchtlinge mit dem Namen „Saalfeld“ errichtet.

### Städtedreieck Saalebogen
Die Städte Saalfeld/Saale, Rudolstadt und Bad Blankenburg arbeiten seit 1997 als Städteverbund Städtedreieck am Saalebogen zusammen. Eine Diskussion über einen möglichen festen Zusammenschluss der drei Städte zu einer neuen großen Stadt verlief in der Öffentlichkeit schnell im Sande. Auf Verwaltungsebene werden jedoch sinnvolle mögliche Teilkooperationen weiter diskutiert. Ein Ergebnis ist u. a. die Zusammenlegung der städtischen Wirtschaftsförderungsämter zu einer regionalen Wirtschaftsförderagentur im Juli 2007. Weiterhin ist die Ansiedlung einer höherwertigen Bildungseinrichtung geplant. So wurden verschiedene Immobilien dem Wissenschaftsministerium als Standort für eine Fachhochschule oder Berufsakademie vorgestellt.

## Kultur und Sehenswürdigkeiten

### Bauwerke

#### Amtsgefängnis „Hutschachtel“

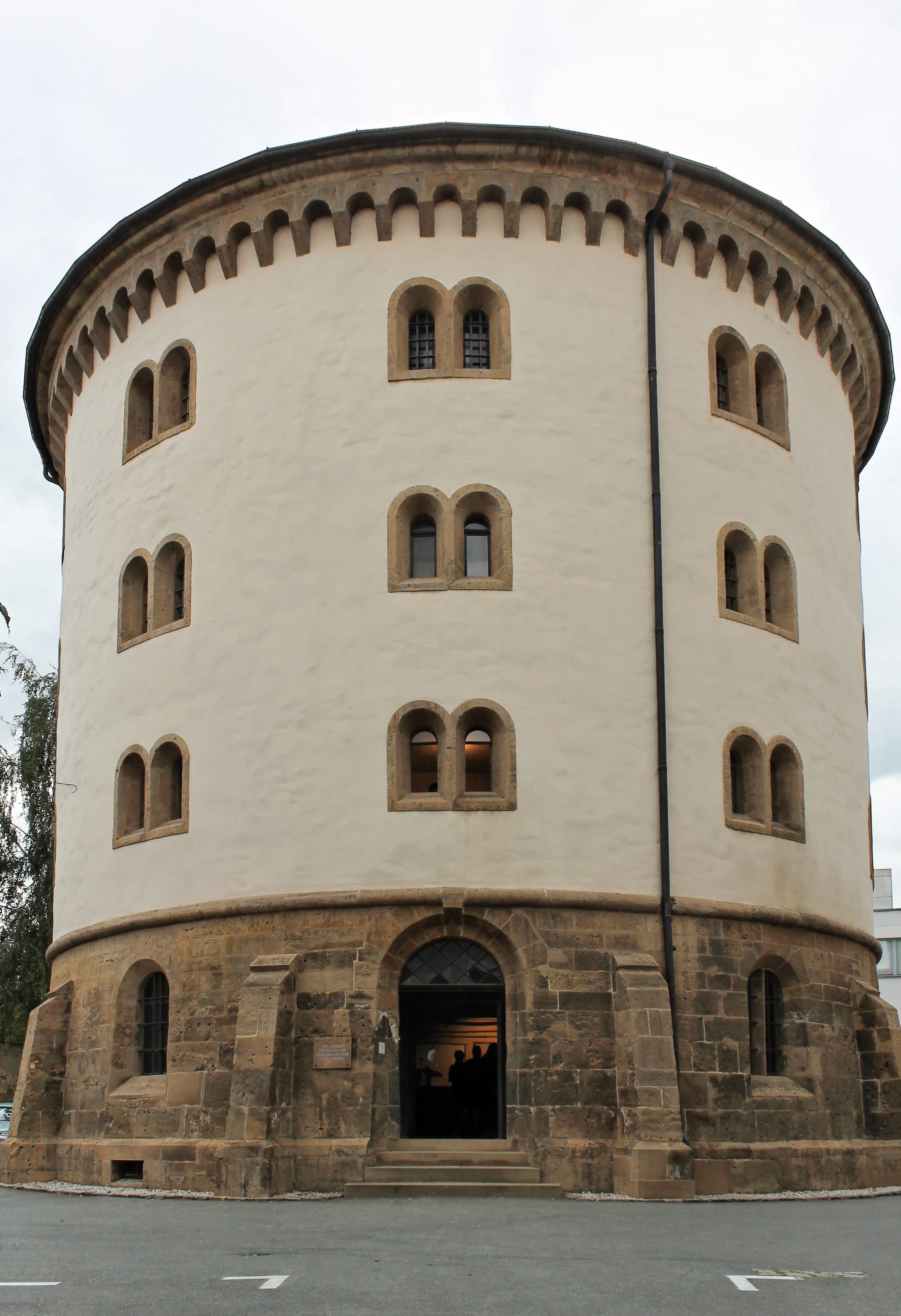
Amtsgefängnis Saalfeld/Saale

Der turmartige Rundbau im Hof des Rathauses wurde als Gefängnis nach den Plänen des meiningischen Landbaumeisters Carl Rudolf Tröger von 1857 bis 1859 gebaut und kostete 14.500 Gulden. Am 25. November 1859 erfolgte die Übergabe als Amtsgefängnis an das Herzogtum Sachsen-Meiningen. Es wurde noch von den Nationalsozialisten und später der sowjetischen Militäradministration bis 1950 als Gefängnis genutzt. 1973 übernahm die Stadt Saalfeld das Gebäude und nutzte es nach dem Umbau als Stadtarchiv.

#### Weitere Bauwerke

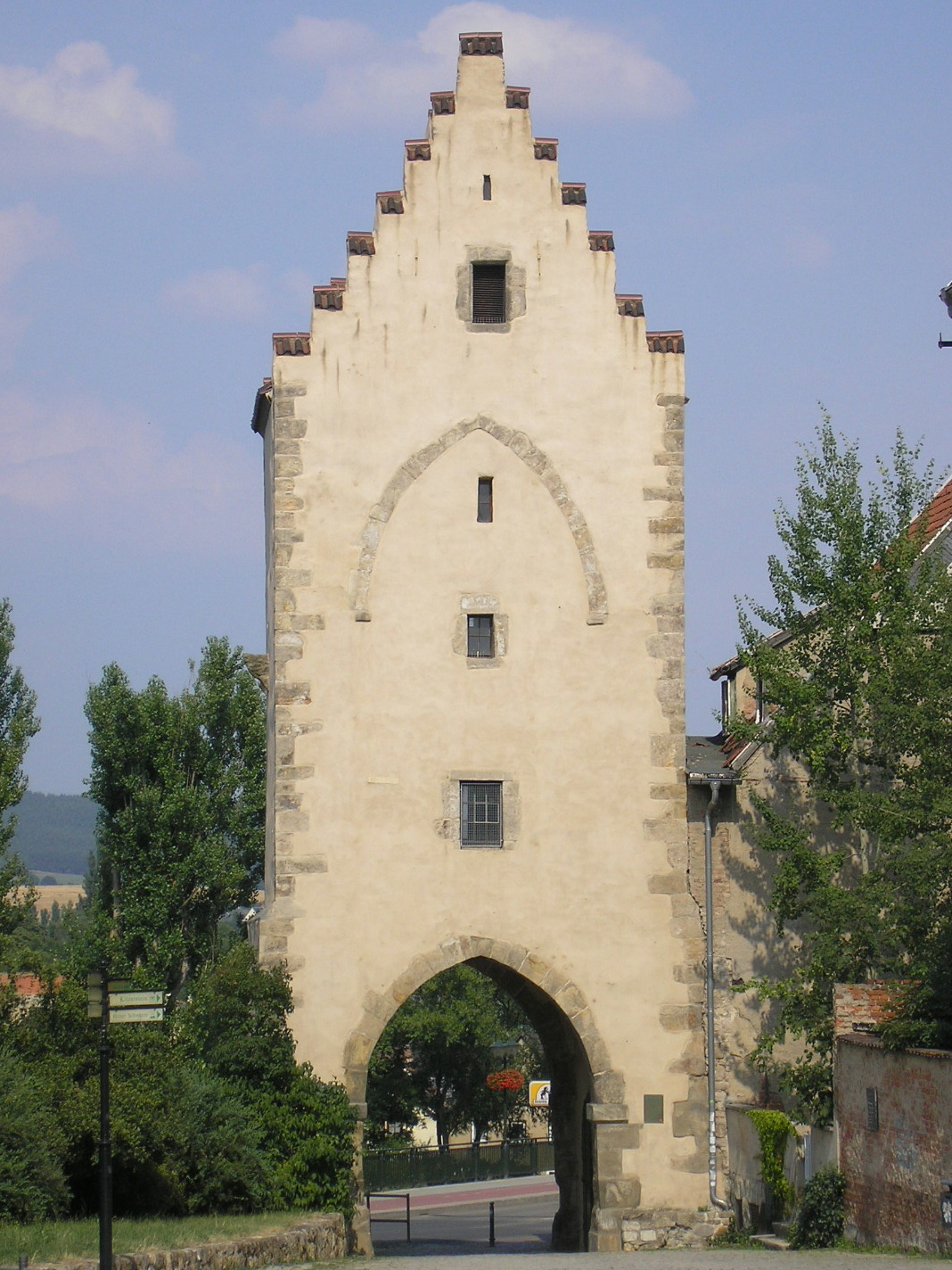
Das Saaltor in Saalfeld

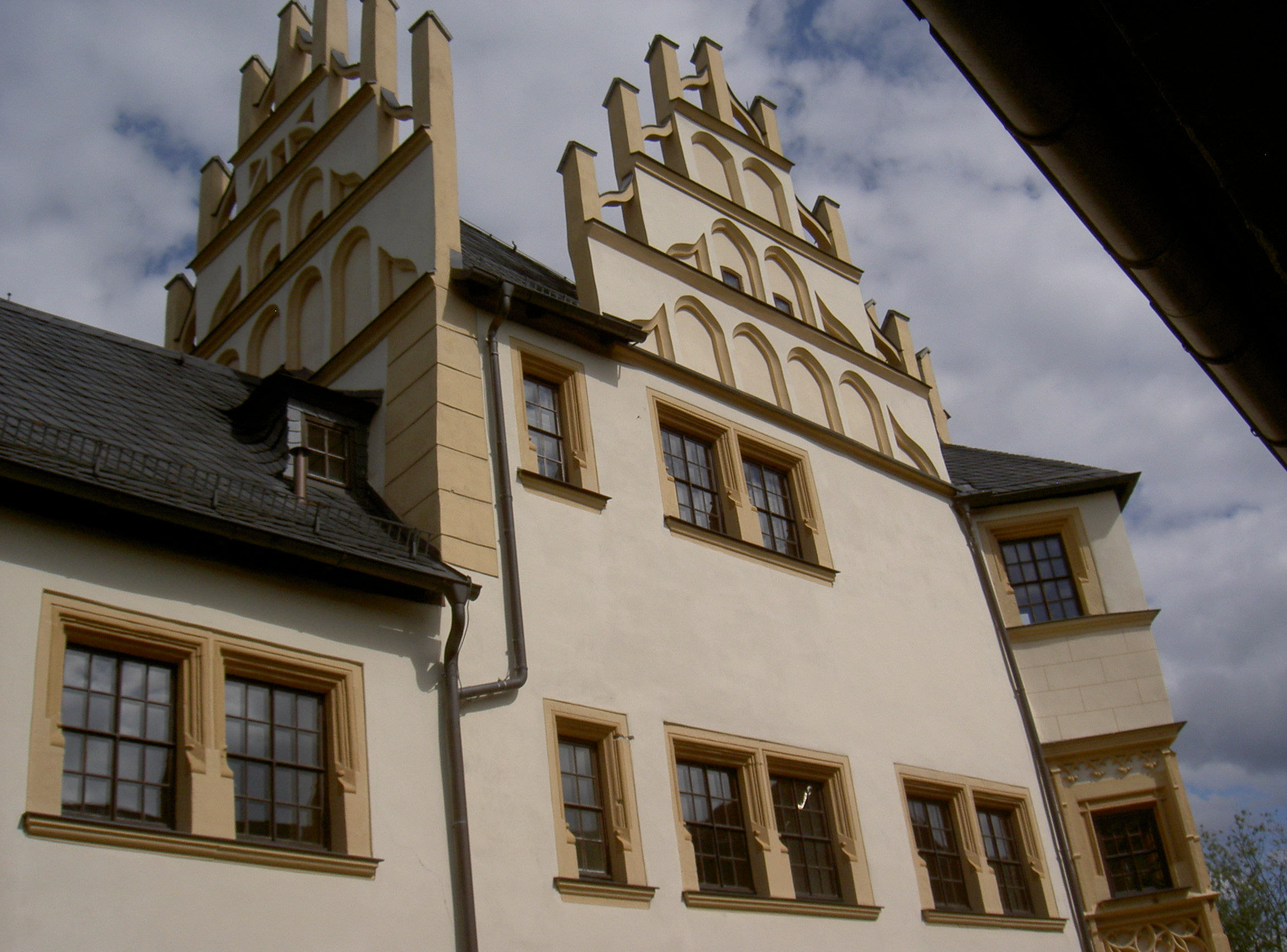
Schloss Kitzerstein

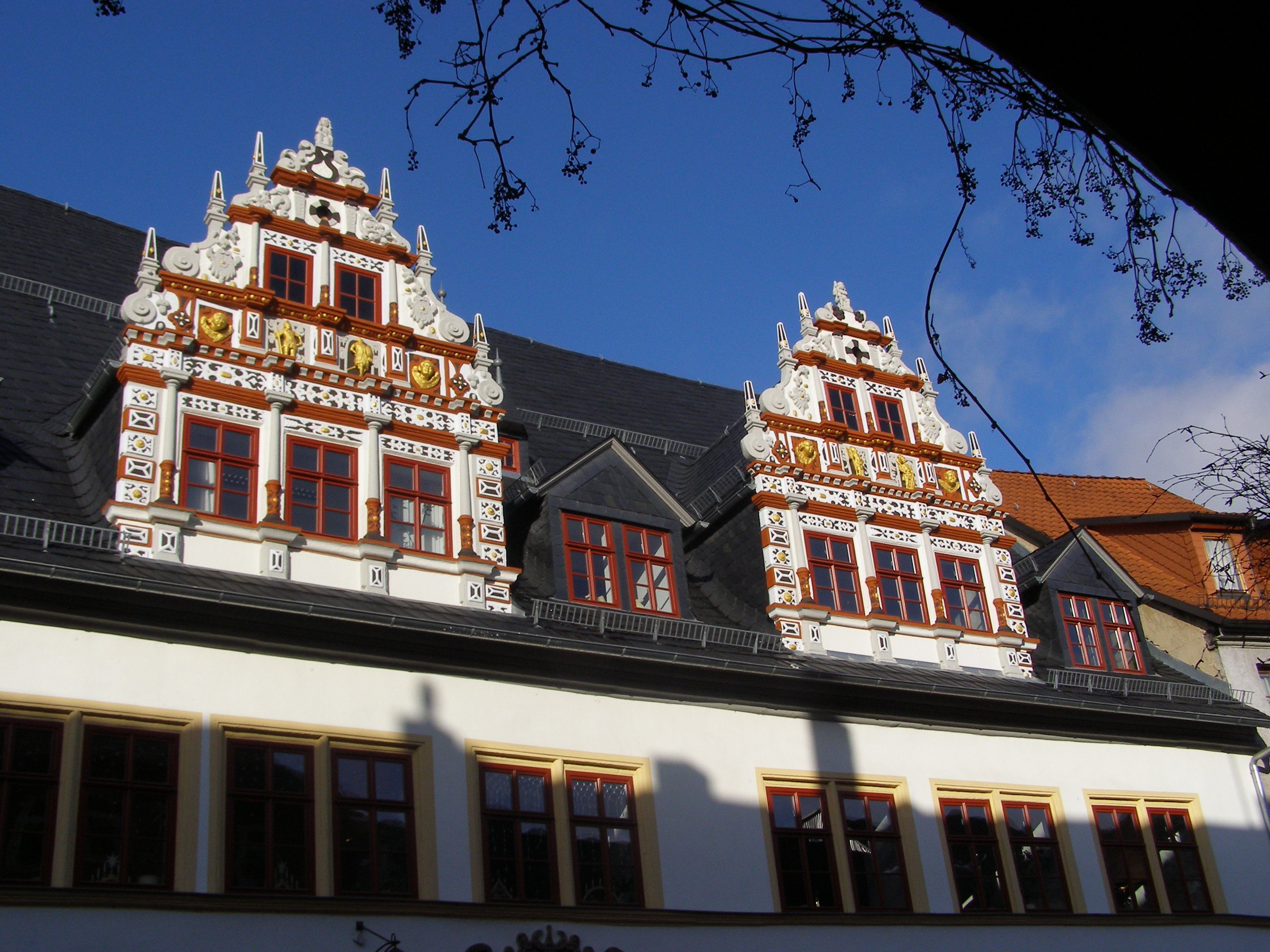
Patrizierhaus in der Saalstraße

- Die größte Kirche der Stadt und eine der größten Hallenkirchen Thüringens ist die gotische Johanneskirche. Sie wurde im Zuge der Reformation 1524 die evangelische Stadtkirche Saalfelds.
- Das ehemalige Franziskanerkloster wurde um 1250 gegründet. Aus der Erbauungszeit des Klosters stammen unter anderem die Kirche mit ihrem hölzernen Dachstuhl und die angrenzende Sakristei. Von 1490 bis 1500 wurden weitere Um- und Ausbaumaßnahmen ergriffen. Aus dieser zweiten Bauphase blieben der Ost- und Westkreuzgang, der Kapitelsaal, die einstige Klosterküche sowie die Klosterbibliothek erhalten.[16] Nach der Aufhebung des Klosters im Zuge der Reformation (1534) wurde die Klosteranlage als Schule, Münzstätte und Malzhaus genutzt. Seit 1904 ist dort das Stadtmuseum Saalfeld untergebracht.
- Die römisch-katholische Kirche verfügt mit der 1905/1906 erbauten Kirche Corpus Christi ebenfalls über ein eigenes Gotteshaus in Saalfeld.[17]
- Die Stadtbefestigung wurde 1363 erstmals urkundlich erwähnt.[18] Die Mauer ist größtenteils, die vier Tore sind vollständig erhalten. Teilweise wurde die Mauer ab 1832 geschleift. Das Blankenburger Tor[19] ist der nördliche Ausgang der Altstadt und stammt in seiner barocken Ausführung aus dem Jahr 1739. Das Darrtor[20] zum Schloss hin ist heute als Aussichtsturm begehbar und älter als das Blankenburger Tor. Das Saaltor[21] nach Osten zur Saalebrücke hin ist dem Darrtor in der Ausführung ähnlich. Das Obere Tor[22] von 1738 bildet den südlichen Zugang zur Altstadt.
- Das Schloss ist heute das Landratsamt. Es entstand, nachdem man 1676 das Benediktinerkloster abgerissen hatte. Es wurde zwischen 1677 und 1679 von Christian Wilhelm Gundermann errichtet und war zwischen 1680 und 1745 Residenz von Sachsen-Saalfeld. Die zugehörige Schlosskapelle entstand ab 1704 und wurde 1720 geweiht.
- Schloss Wetzelstein, ein neoromanisches Gebäude von 1878 bis 1880, einstmals Besitztum des Schokoladenfabrikanten Hüther.
- Der Hohe Schwarm, die Ruine einer Burganlage aus der Zeit um 1300, thront über dem Steilufer der Saale am östlichen Rand der Altstadt. Damals wurde sie von den Grafen von Schwarzburg zur Kontrolle der Stadt und des Saaletals errichtet.
- Unweit der Burgruine befindet sich das Schloss Kitzerstein aus dem Jahr 1435. Heute ist dort die Musikschule untergebracht.
- Das Rathaus am Marktplatz entstand nach dem Stadtbrand von 1517 in der Zeit zwischen 1529 und 1537 und gilt als eines der bedeutendsten Renaissance-Rathäuser Thüringens. Im Hof steht das ehemalige Saalfelder Amtsgefängnis, „Hutschachtel“ genannt, das heutige Stadtarchiv.[23]
- Die ehemalige Kirche St. Nikolai
- Die gotische Martinskapelle ist der älteste Bau der Stadt.

Weitere Sehenswürdigkeiten sind
- die Stadtapotheke, ein Renaissancebau von 1618/20,[24]
- die Marktapotheke, bis 1992 im Besitz der Familie Arndt, in einem massiven Wohnturm von 1468,[25]
- das Patrizierhaus in der Saalstraße[26]
- die Gertrudiskirche im Ortsteil Graba, ein Bestandteil der Saalfelder Königspfalz.[27]

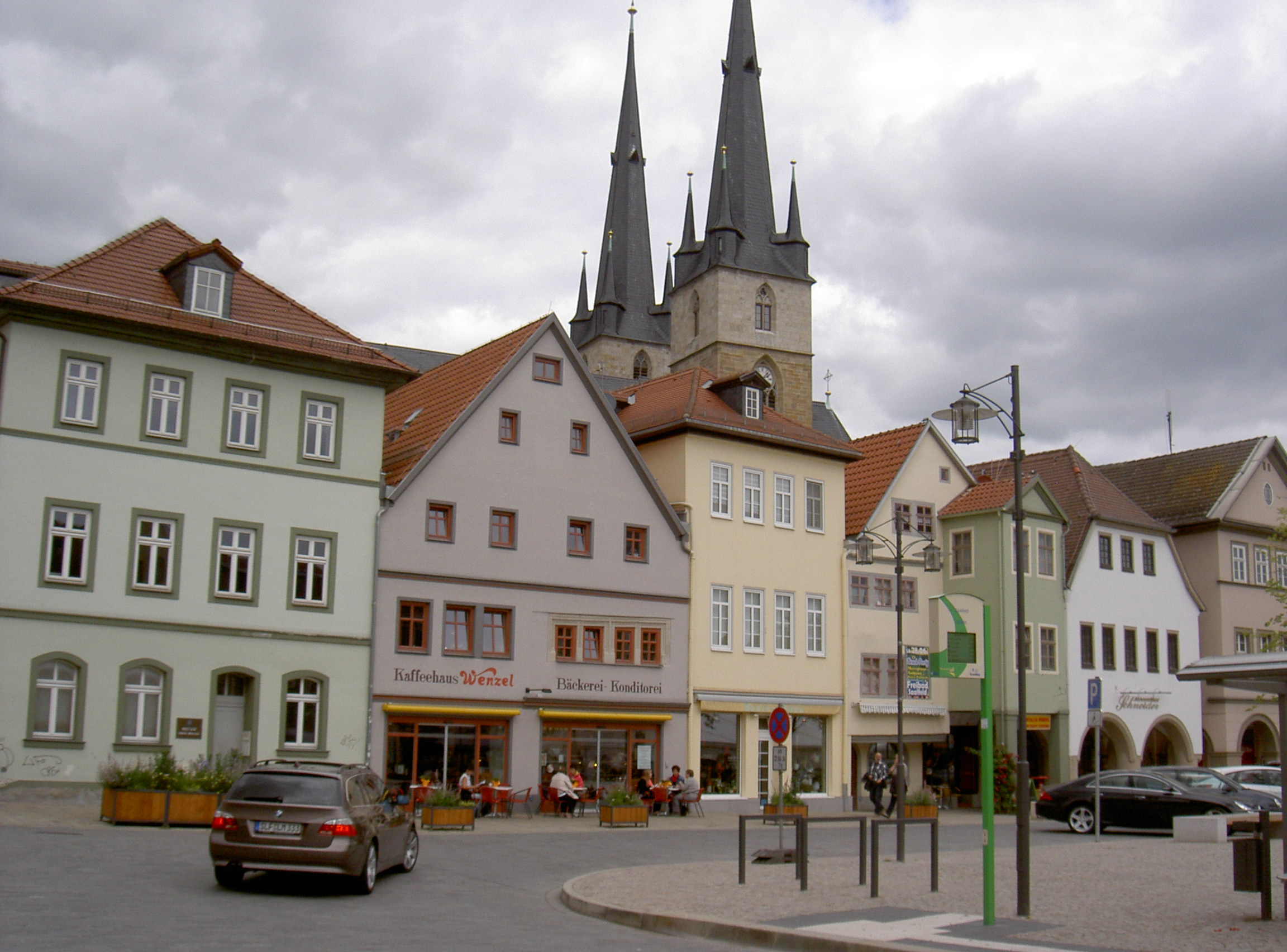
Markt
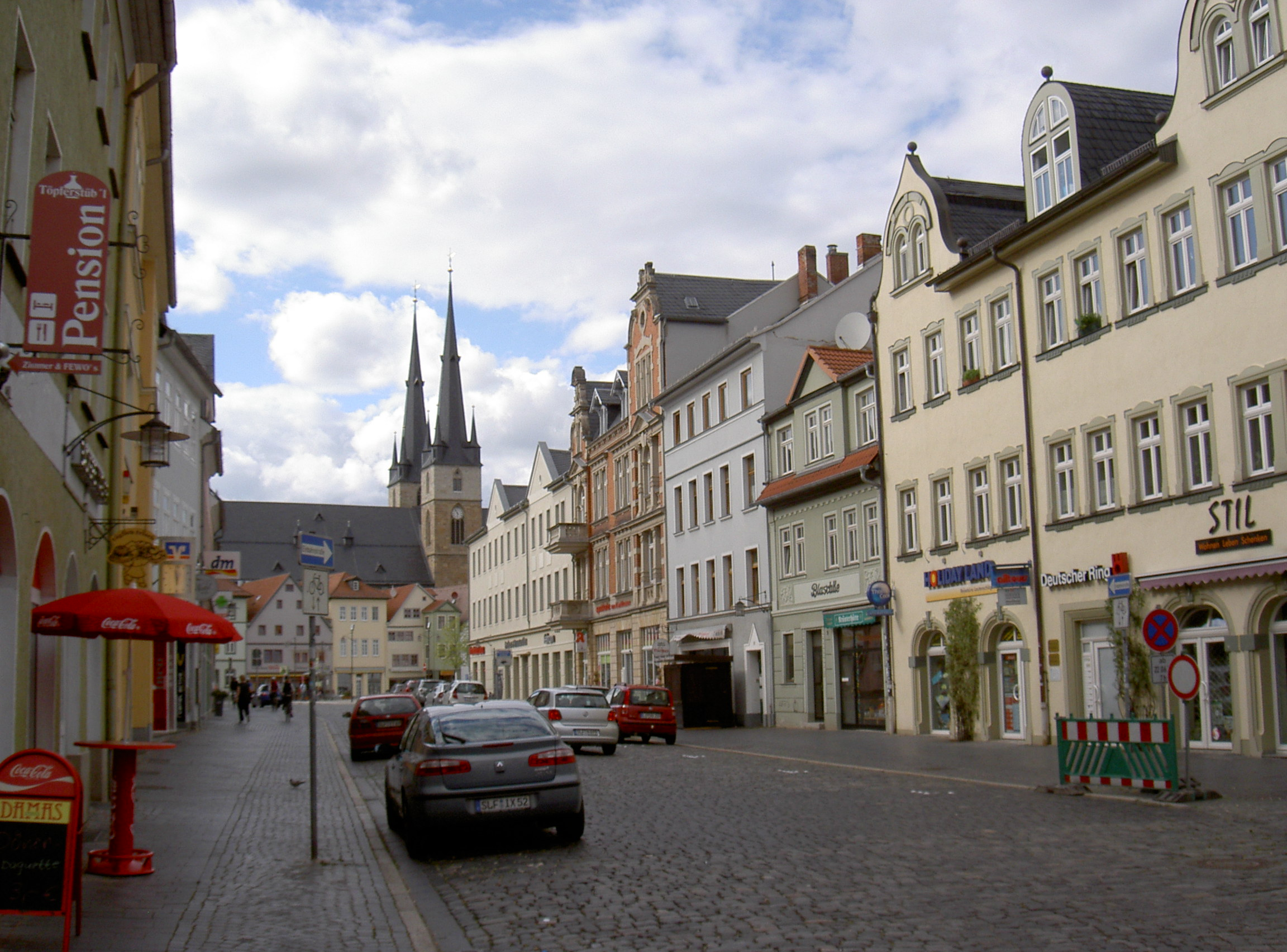
Obere Straße
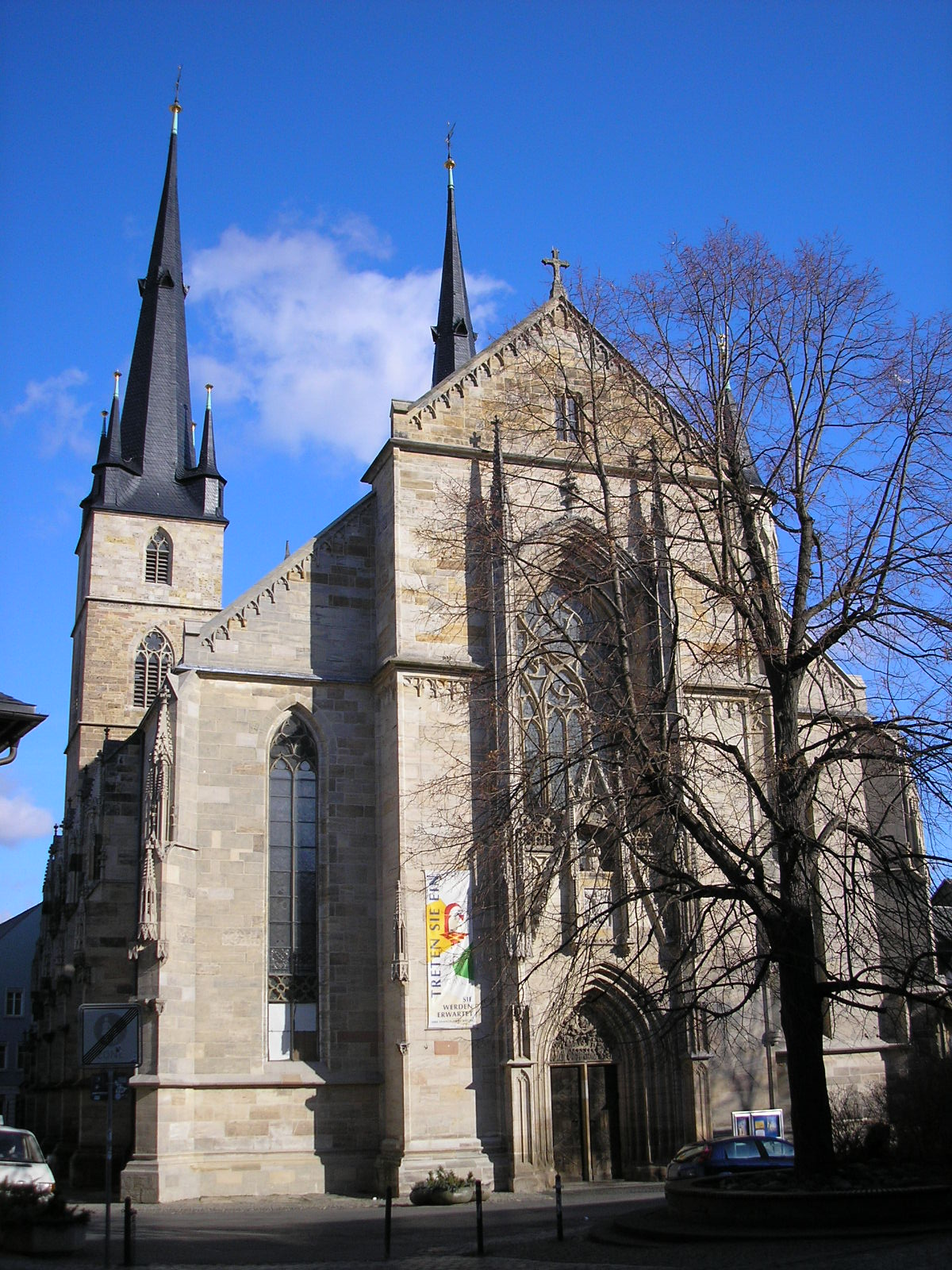
Johanneskirche
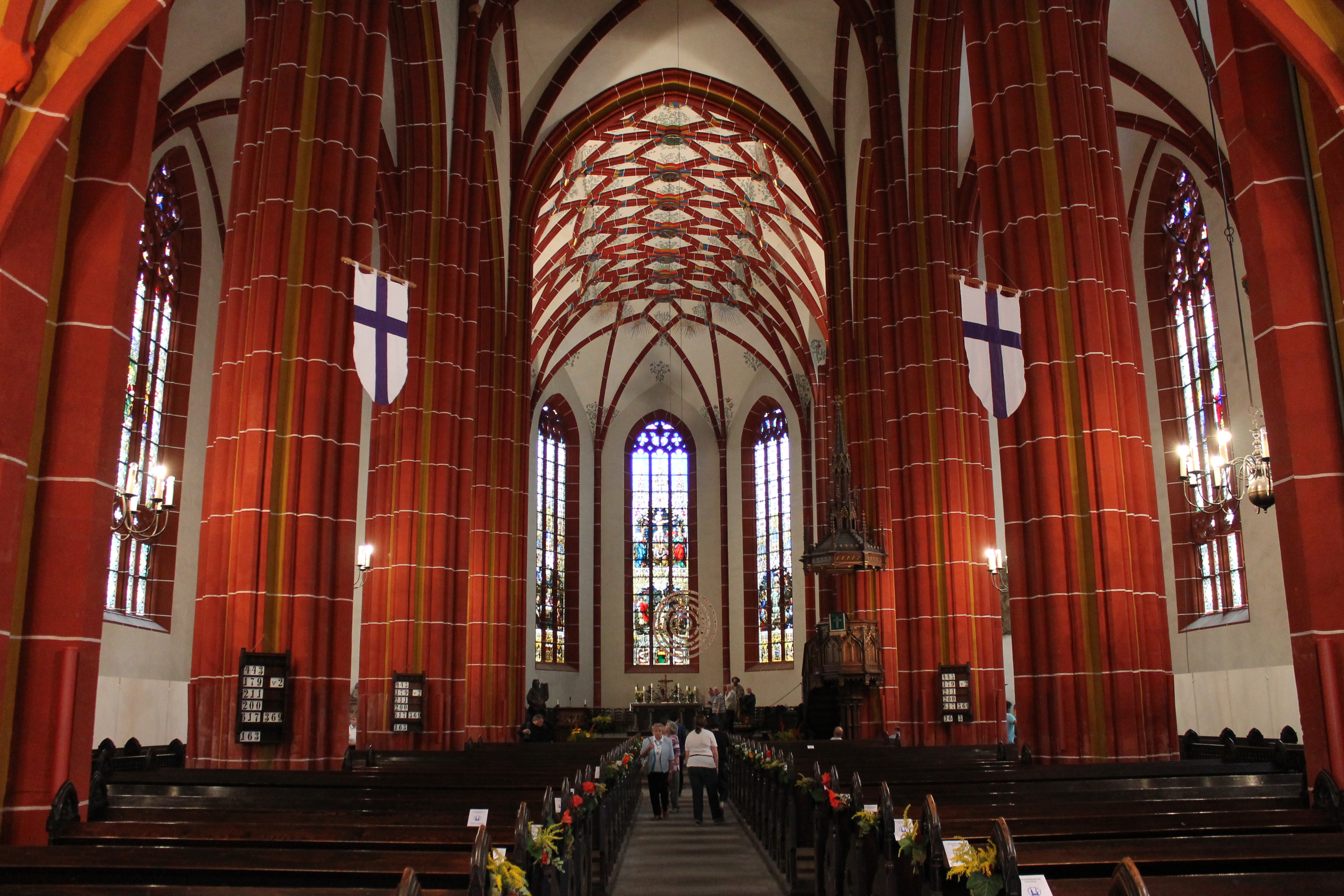
Johanneskirche
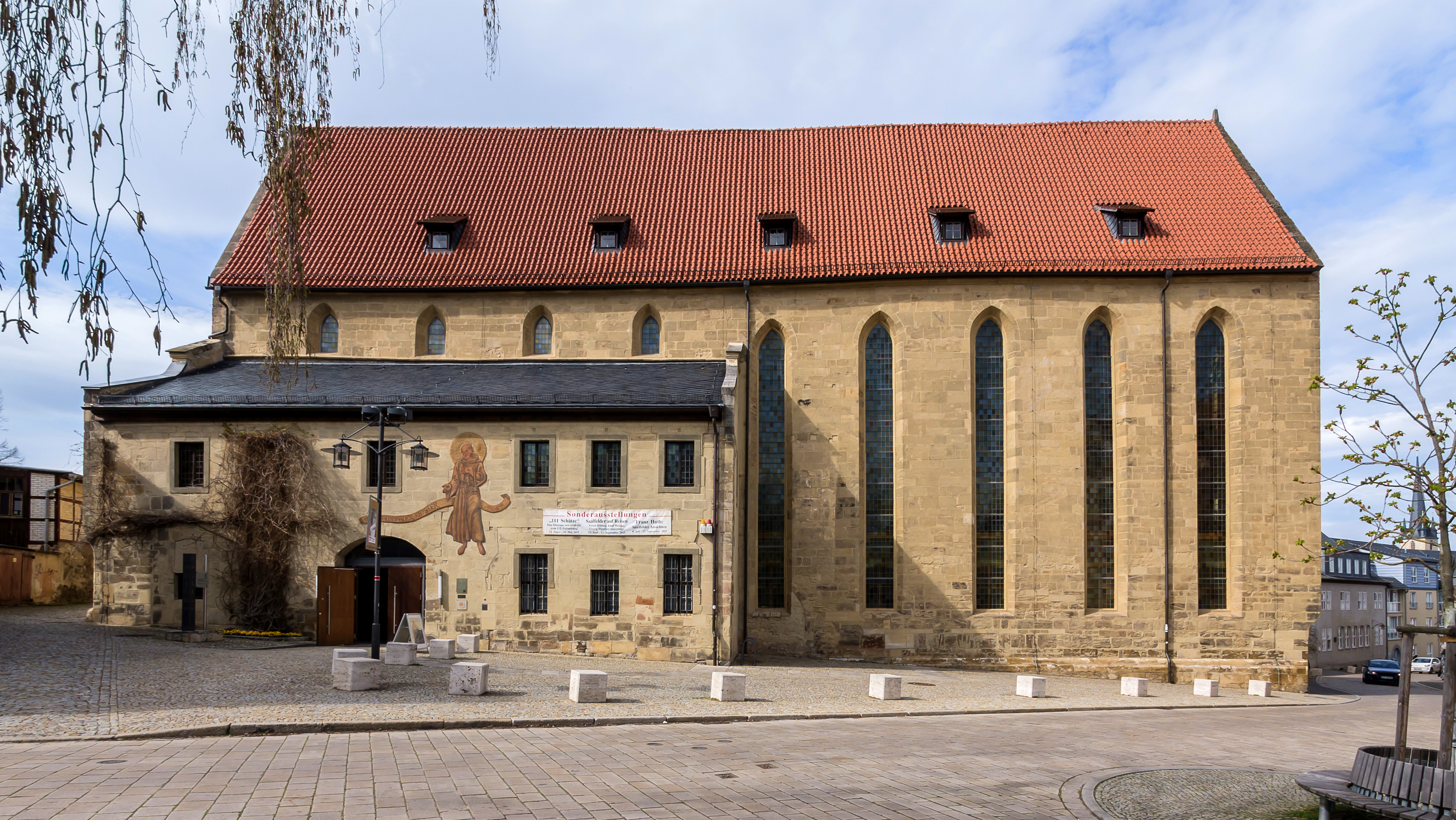
Ehem. Franziskanerkloster
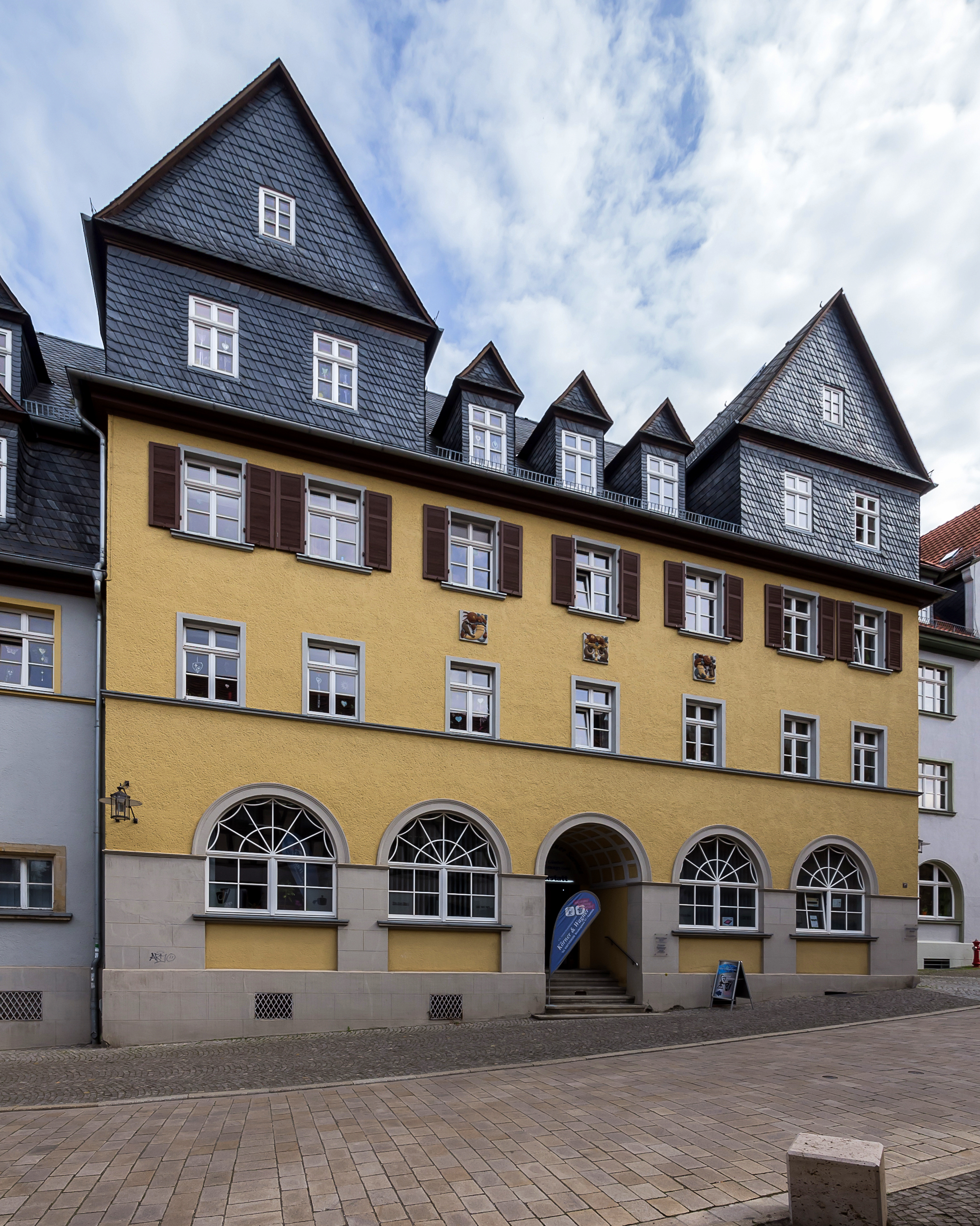
Brudergasse 17
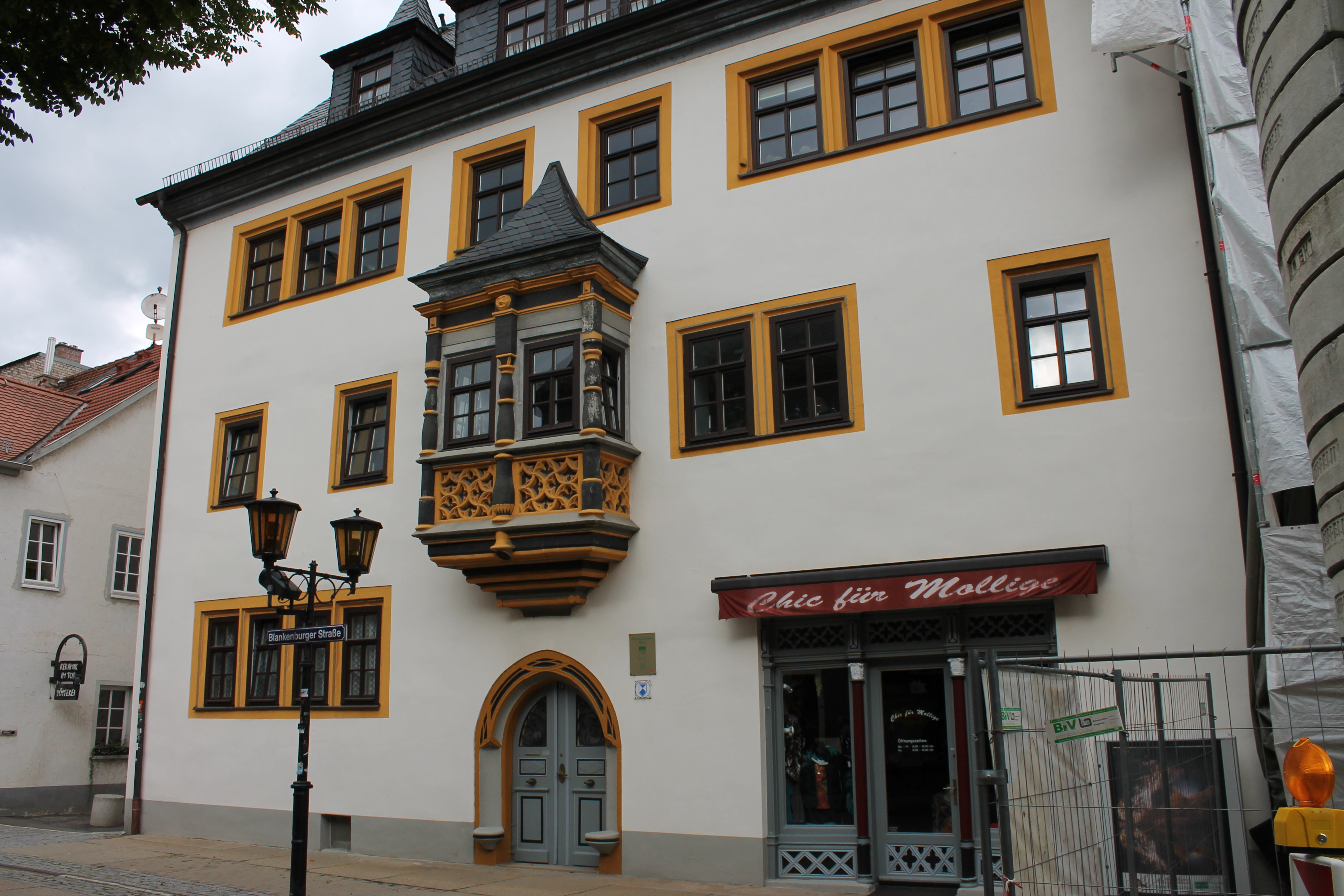
Hiltmann’sches Haus
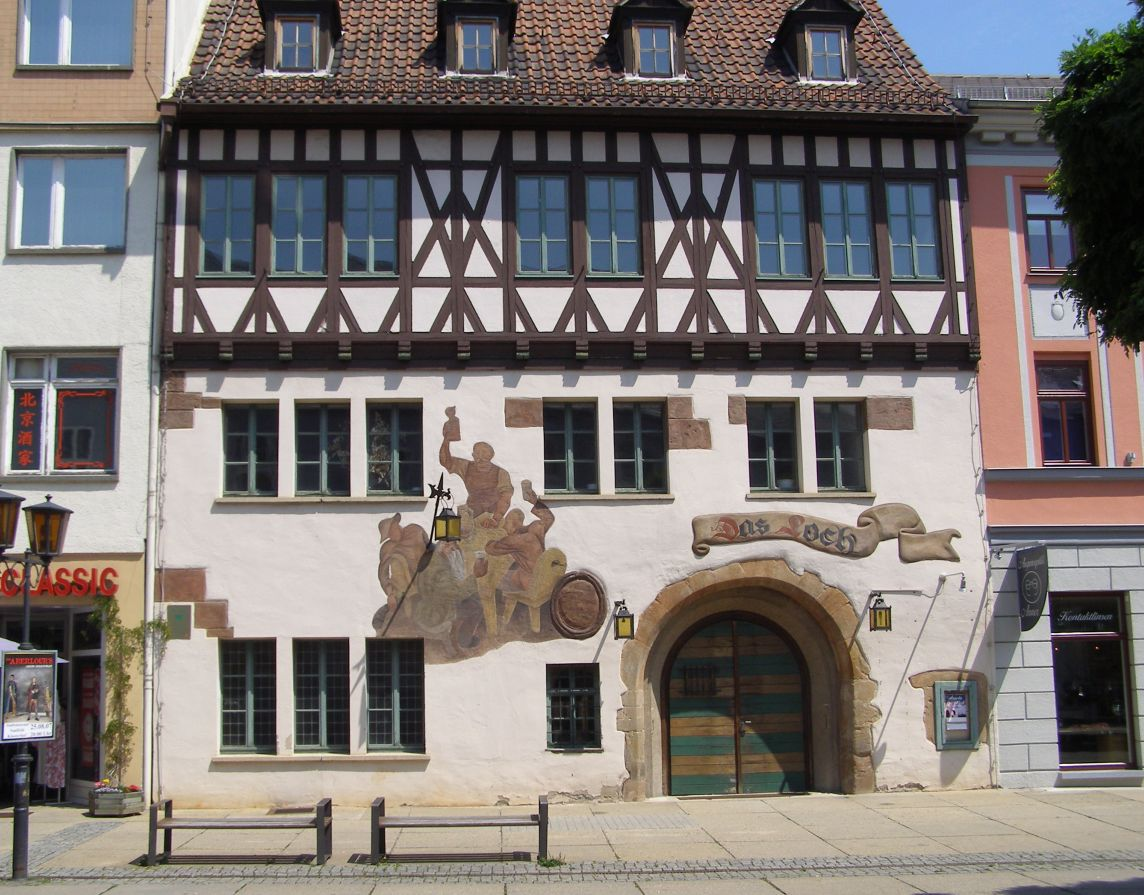
Das Loch
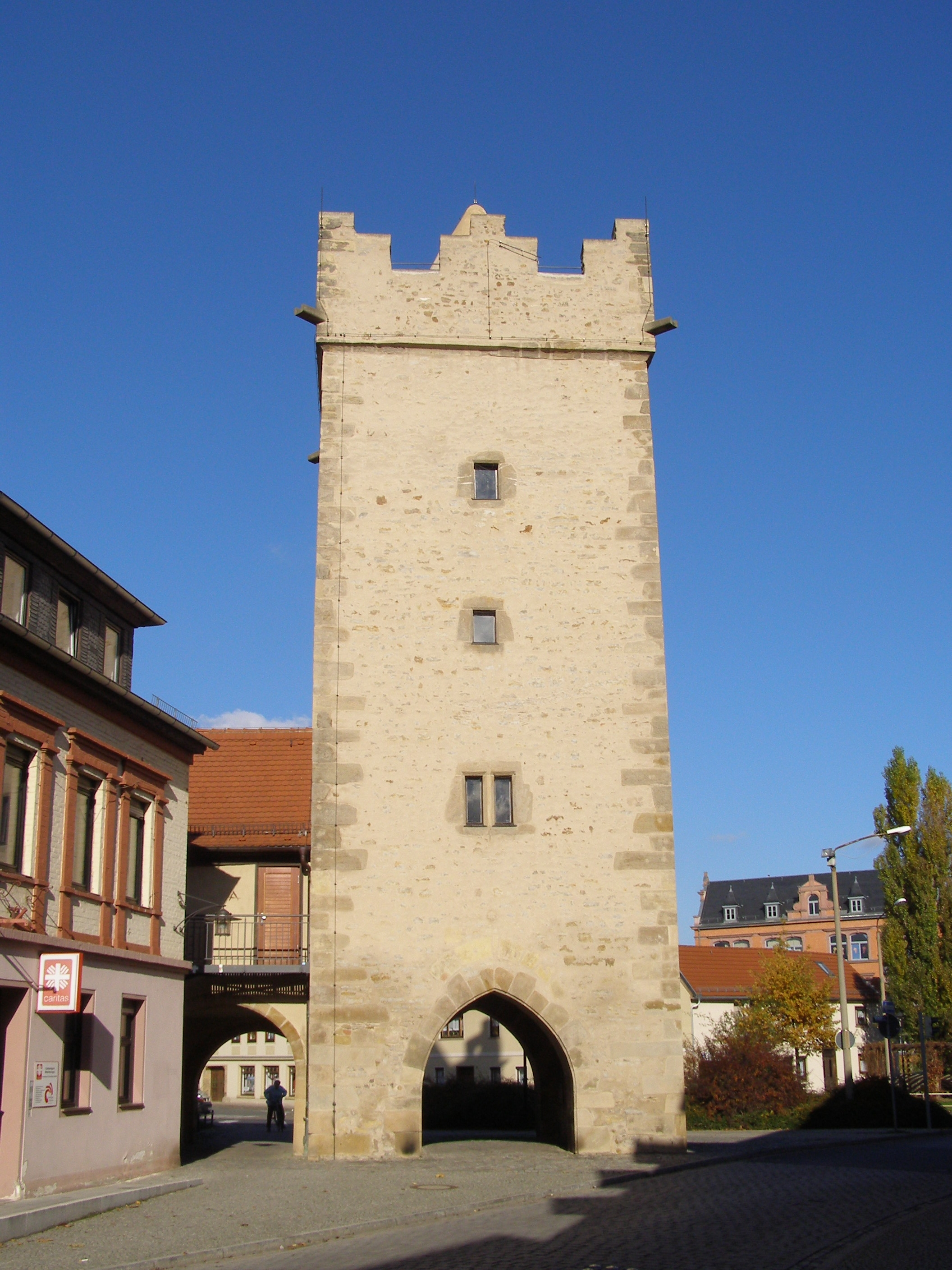
Darrtor
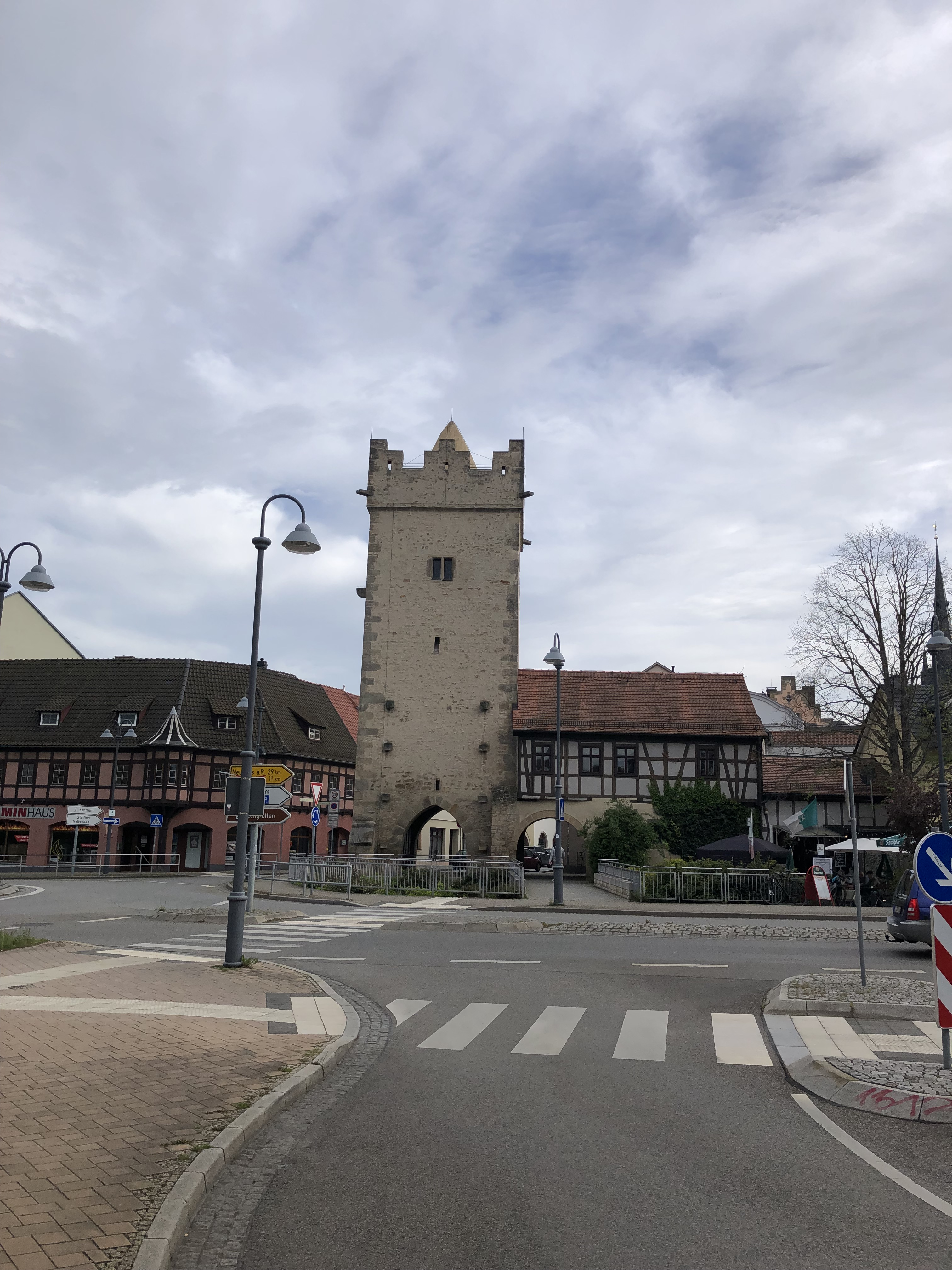
Darrtor von vorn
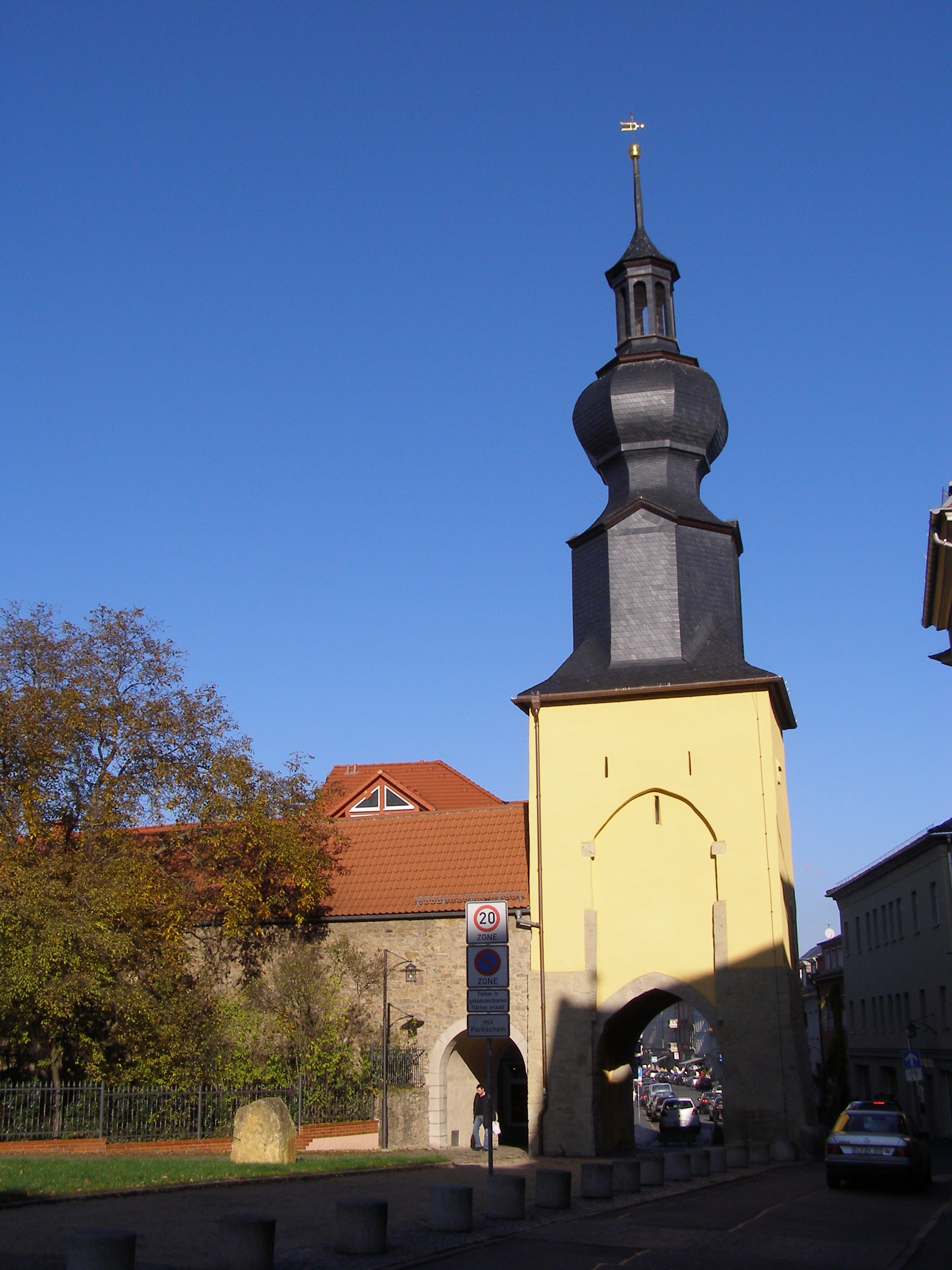
Oberes Tor

### Museen und Ausstellungen
- Stadtmuseum Saalfeld im Franziskanerkloster: Das Stadtmuseum Saalfeld befindet sich seit 1904 im ehemaligen Saalfelder Franziskanerkloster. Es sammelt, bewahrt, erforscht und vermittelt in seinen Ausstellungen Objekte und Informationen zur Saalfelder Stadt- und Regionalgeschichte. Das Museum umfasst seit 1999 den gesamten Gebäudekomplex. Somit ist auch die historische Bausubstanz der ehemaligen Klosteranlage mit Kreuzgängen und gotischem Dachstuhl ein Teil der Ausstellung. Die Ausstellungsfläche beträgt insgesamt rund 2700 m².
- Erlebnismuseum Grottoneum der Saalfelder Feengrotten[28]
- Erlebnisausstellung im Gärtnerhaus am Bergfried-Park[29]
- Erlebnisausstellung "Nie ohne Risiko unterwegs – von Kaufleuten und Torwächtern um 1600" im Stadttor Oberes Tor[30]
- Erlebnisausstellung "Alles, was recht ist – von Schurken, Henkern und Scharfrichtern" im Stadttor Darrtor[30]
- Erlebnisausstellung "Gegen alles ist ein Kraut gewachsen – von Kräuterfrauen, Apothekern und Heilern im 17. Jahrhundert" im Stadttor Saaltor[30]

### Naturdenkmäler

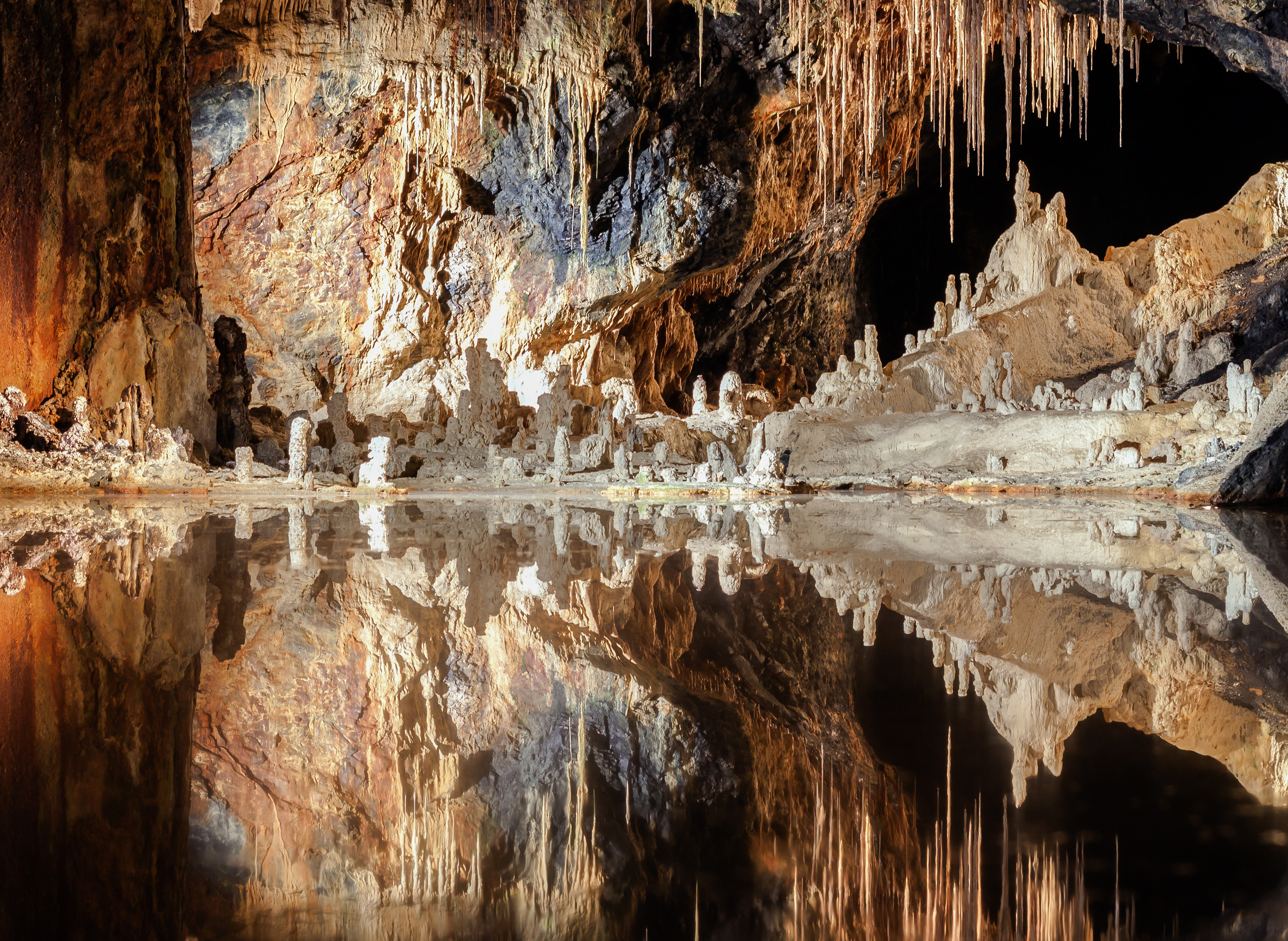
Feengrotten

Bedeutendste Sehenswürdigkeit sind die Feengrotten, ein ehemaliges Alaunschieferbergwerk, in dem Tropfsteine und vielfarbige Mineralen zu sehen sind. Durch die nachträgliche Anlage von kleinen Wasserbecken in der Grotte wirken die Farben und Spiegelungen besonders effektvoll. Im Guinness-Buch der Rekorde sind sie als „die farbenreichsten Schaugrotten der Welt“ vermerkt. Die Feengrotten sind auch eine der ältesten touristisch erschlossenen Höhlen der Welt. Bereits vor dem Ersten Weltkrieg fanden hier Führungen statt.
In der Gemarkung des eingemeindeten Stadtteils Obernitz ragt der Gleitsch als spitzer Sporn von Norden in das Saaletal und ändert somit den Lauf der Saale zu einer scharfen Biegung nach Süden, dann nach Westen und Norden. Der Berg bildet dort einen markanten natürlichen Punkt. Dort befindet sich auch die Teufelsbrücke mit einer sich zum Süden öffnenden Höhle. Hier wurden auch altsteinzeitliche Steinzeichnungen gefunden. Außerdem konnten Funde der späteren Bronzezeit und der vorrömischen Eisenzeit geborgen werden. Über diesem Siedlungsplatz befand sich auf dem Gipfel eine Wallanlage mit einem Opferplatz.
Den Abhang dieses Berges zur Saale hin bildet eine 600 Meter lange und etwa 120 Meter hohe Felswand, die sogenannte Bohlenwand. Wegen der geologischen Besonderheiten dieser Felswand, an der zahlreiche tektonische, stratigraphische und paläontologische Besonderheiten sichtbar sind, wurde die Bohlenwand 2006 in die Liste der Nationalen Geotope aufgenommen.

### Sport
Es gibt den auf Landesebene erfolgreichen Saalfelder Leichtathletik-Verein, die Fußballvereine FC Saalfeld und TSG „Bau“ Remschütz sowie seit 2011 den 1. FrauenFußballClub Saalfeld, die Sportvereine 1. SSV Saalfeld und MTV 1876 Saalfeld, Saalfelder Schwimmverein, mit den Saalfeld Titans einen American Football Verein, die Schützengesellschaft Saalfeld a. S. 1446 e. V., im Bereich Kampfsport den Judo-Sport Club Saalfeld e. V. (1990) und der Budokan Saalfeld e. V. (1996) sowie noch viele andere kleinere Sportvereine.
Im Jahr 2014 gründete sich mit dem FC Saalfeld e. V. ein neuer Fußballverein, der die Traditionslinien des FC Lok Saalfeld und des VFL 06 Saalfeld aufgreift.
2021 bewarb sich die Stadt zusammen mit Rudolstadt und Bad Blankenburg als Host Town für die Gestaltung eines viertägigen Programms für eine internationale Delegation der Special Olympics World Summer Games 2023 in Berlin. 2022 wurde sie als Gastgeberin für Special Olympics Sudan ausgewählt. Damit wurde sie Teil des größten kommunalen Inklusionsprojekts in der Geschichte der Bundesrepublik mit mehr als 200 Host Towns.

### Ostereierbaum

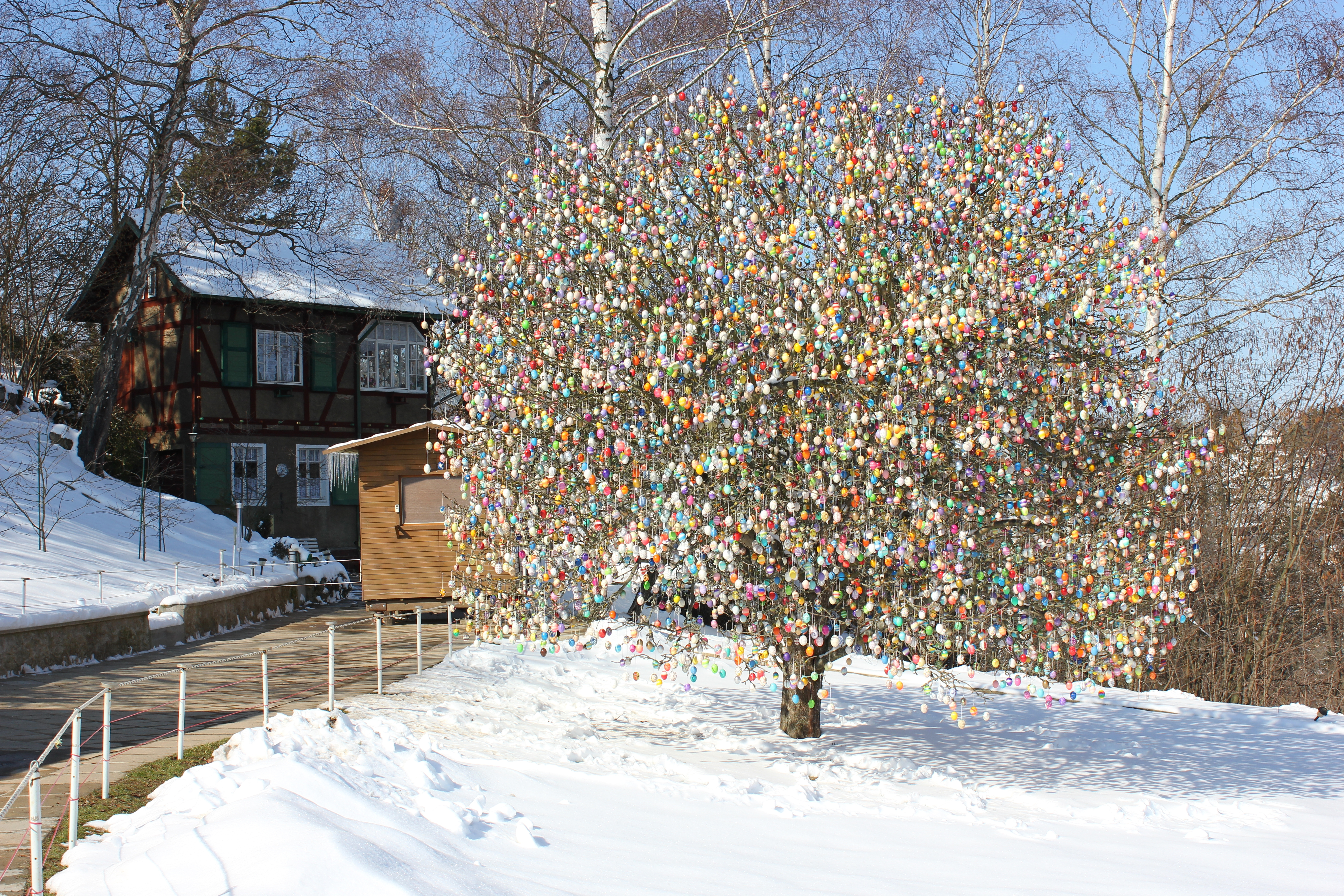
Ostereierbaum, mit 10.000 Eiern geschmückt

Mediale Aufmerksamkeit erreicht jährlich ein mit 10.000 Eiern geschmückter Ostereierbaum. Von 1965 bis 2015 stand er auf dem Grundstück der Familie Kraft. Im Jahr 2016 stand der Baum im Stadtpark vor dem Landratsamt. 2017 wurde ein Baum in der Fußgängerzone in der Blankenburger Straße dafür ausgewählt.

### Musik
Kirchenmusik hat an der Saalfelder Johanneskirche eine lange Tradition. Die Grundsteine legte Kantor Wilhelm Köhler (1852–1924), auf die Walter Schönheit (1927–1985) aufbaute und mit der Gründung des „Oratorienchors Saalfeld“ am 28. Februar 1950, der „Thüringer Sängerknaben“ am 22. März 1950 und des „Mädelchors Saalfeld“ am 25. März 1950 für eine geregelte Kirchenmusik nach dem Vorbild Johann Sebastian Bachs sorgte. Unter dessen Losung stellte er zugleich die gesamte Chorarbeit: Soli Deo Gloria – „Allein zur Ehre Gottes“. Mithilfe dieser drei Chöre wurde es nun möglich, Kirchenmusik der Gegenwart und Vergangenheit aufzuführen.
Nach dem frühen Tod Walter Schönheits übernahm sein Sohn Michael Schönheit von 1985 bis 1991 die Leitung aller drei Chöre. Auf ihn folgten Kirchenmusikdirektor Wolfram Otto von 1991 bis 2001 und Dietrich Modersohn von 2003 bis 2011. Seit Januar 2013 ist Andreas Marquardt, selbst ehemaliger „Thüringer Sängerknabe“, Kantor und Organist an der Johanneskirche zu Saalfeld und damit auch mit der Leitung der Chöre betraut.
Aus den Reihen ehemaliger „Thüringer Sängerknaben“ haben sich immer wieder Ensembles gebildet, die im lokalen, nationalen, aber auch internationalen Raum auftreten. Darunter auch das Männerdoppelquartet, die Saalfelder Vocalisten, die Konzerttouren durch Südafrika und Japan, aber auch zahlreiche Auftritte im deutschsprachigen Raum unternahmen.
Über die Kirchenmusik an der Saalfelder Johanneskirche hinaus bestehen auch an weiteren Kirchen und Kapellen im Raum Saalfeld Chöre. So auch der „Kammerchor der Schlosskapelle Saalfeld“, der jedes Jahr eine mehrtägige Konzertreise durchführt und an Gottesdiensten in der Saalfelder Johanneskirche mitwirkt.
Aus Saalfeld kommt die international erfolgreiche Metalcore/Death-Metal-Band Heaven Shall Burn.

## Wirtschaft und Infrastruktur
Die Stadt Saalfeld ist Mitglied einer kommunalen Arbeitsgemeinschaft Wirtschaftsförderung, die gemeinsam mit dem Landkreis Saalfeld-Rudolstadt und den Städten Rudolstadt und Bad Blankenburg eine Wirtschaftsförderagentur betreibt.

### Unternehmen

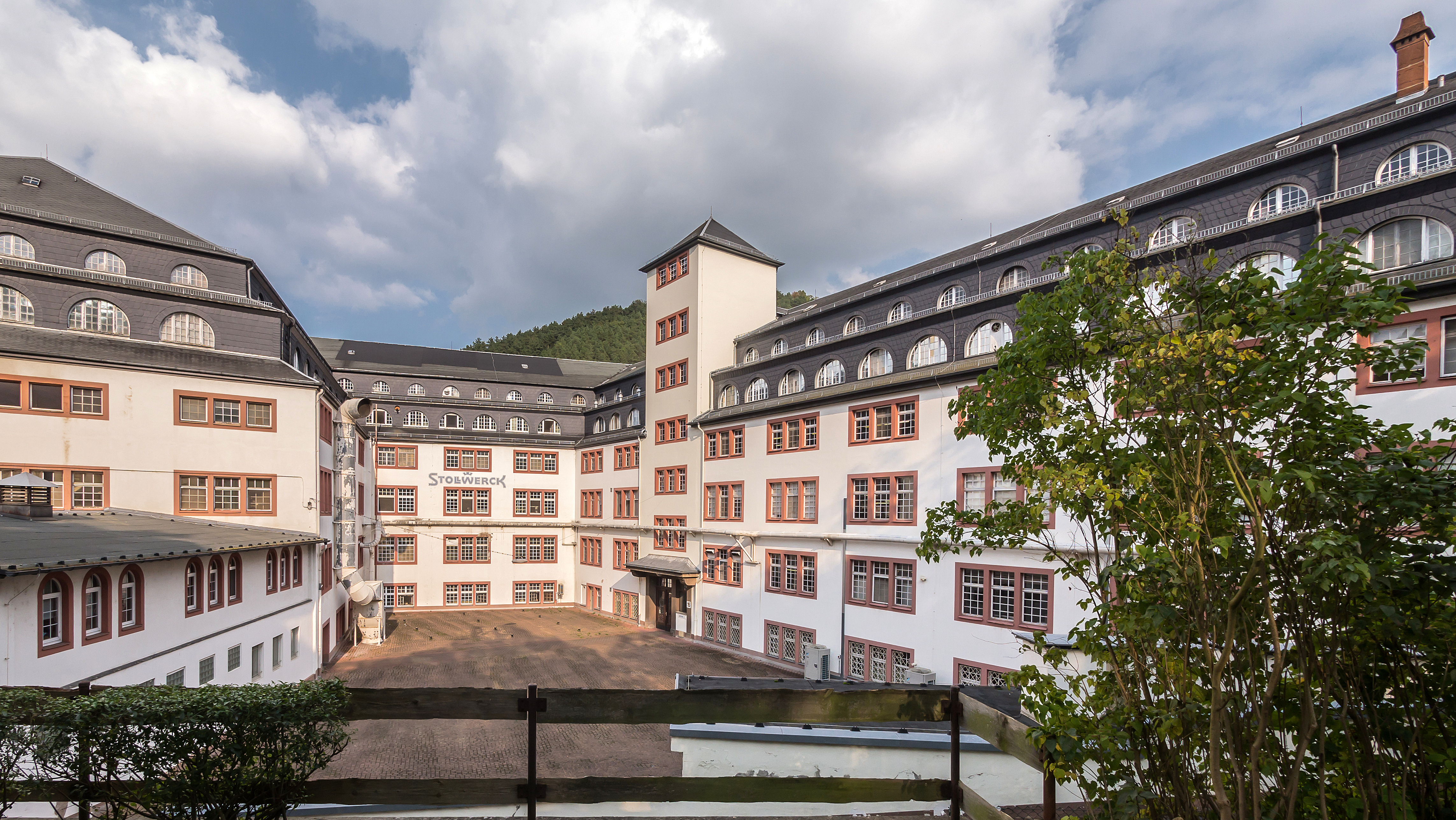
Thüringer Schokoladewerk Stollwerck Südansicht

Die Wirtschaft Saalfelds wird von Klein- und Mittelstandsbetrieben dominiert, die fast das gesamte Branchenspektrum abdecken. Der größte Arbeitgeber der Stadt ist die Samag Saalfelder Werkzeugmaschinen GmbH, ein Maschinenbauunternehmen mit insgesamt rund 740 Mitarbeitern. Das zweitgrößte Unternehmen in Saalfeld ist die Trumpf Medizin Systeme GmbH mit etwa 310 Mitarbeitern, die medizinische Geräte herstellt. Historisch bedeutend ist auch die Maxhütte Unterwellenborn im Nachbarort Unterwellenborn, in der viele Saalfelder Arbeit fanden und finden. Sie firmiert heute als Stahlwerke Thüringen und beschäftigt etwa 650 Mitarbeiter.
Ein weiteres bekanntes Unternehmen aus der DDR-Zeit war der Schokoladenhersteller Rotstern (unter anderem Schlager-Süßtafel), der ab 1966 mit Berggold Pößneck zum VEB Thüringer Schokoladenwerke Saalfeld zusammengelegt wurde und ab 1980 dem Kombinat Süßwaren angehörte. Die Brüder Alfred und Felix Mauxion kauften im Jahr 1901 die Saalfelder Neumühle und eröffneten hier eine moderne Schokoladenfabrik. 1917 übernahm Ernst Hüther das Unternehmen und führte Mauxion zu seiner Blütezeit. Bis zu 1800 Mitarbeiter beschäftigte das Unternehmen mit der Produktion von Kakaopulver, Schokoladentafeln, Pralinen, Desserts, Schokoladenmilch und Kakaotrunk. Heute wird die Süßwarenindustrie der Stadt durch die Feengrotten Schokoladenmanufaktur und ein Werk von Stollwerck repräsentiert, auch Scho-Ka-Kola wird in Saalfeld produziert. Weiterhin gibt es in der Stadt die Brauerei „Bürgerliches Brauhaus Saalfeld“. Seit 1673 ist die Wiedemannsche Druckerei in Saalfeld ansässig.
Im Bereich Gesundheit ist die Dr. Ebel Fachklinik Bergfried auf Psychosomatik und Psychotherapie spezialisiert.

### Verkehr

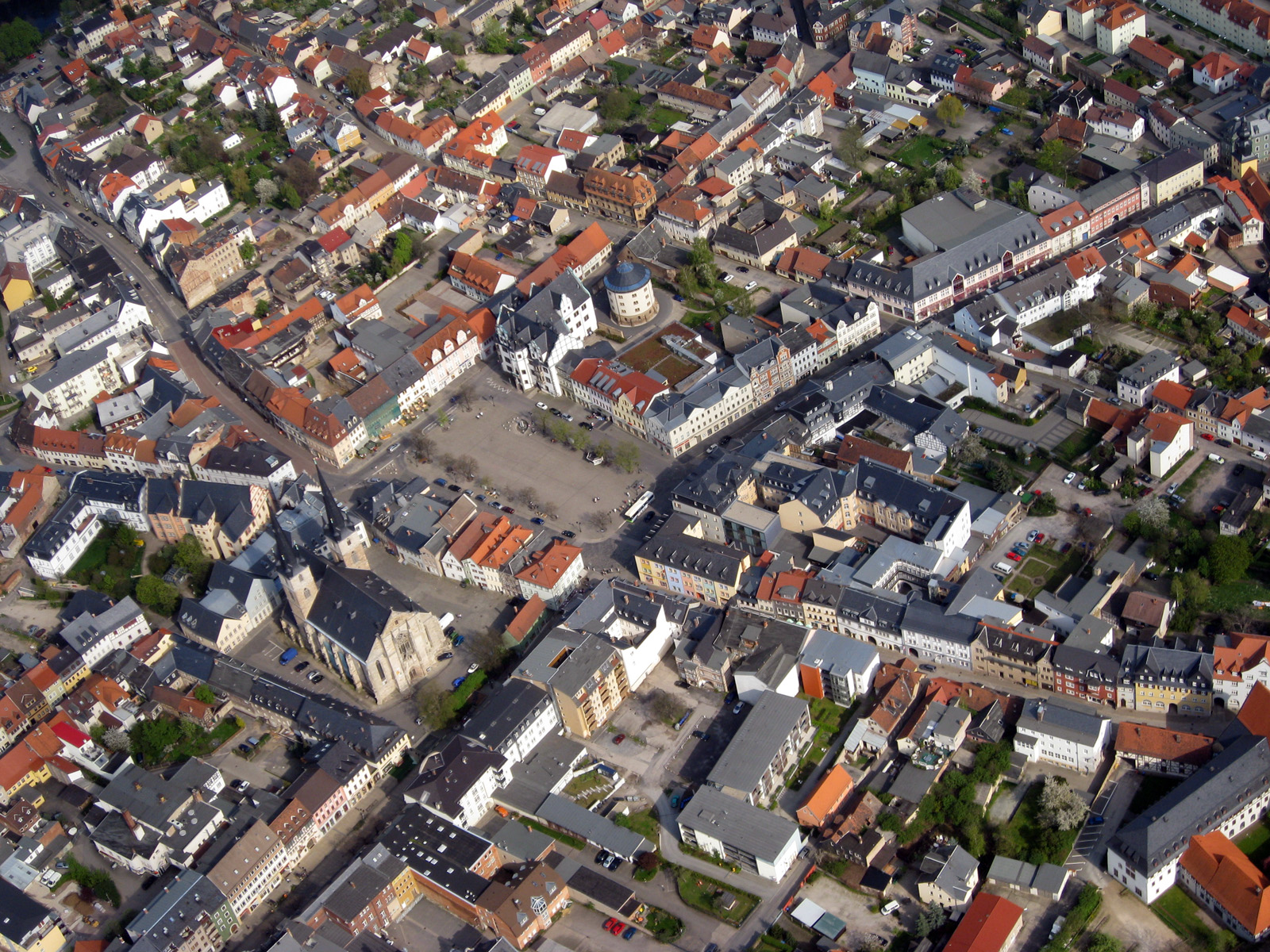
Luftbild der Innenstadt

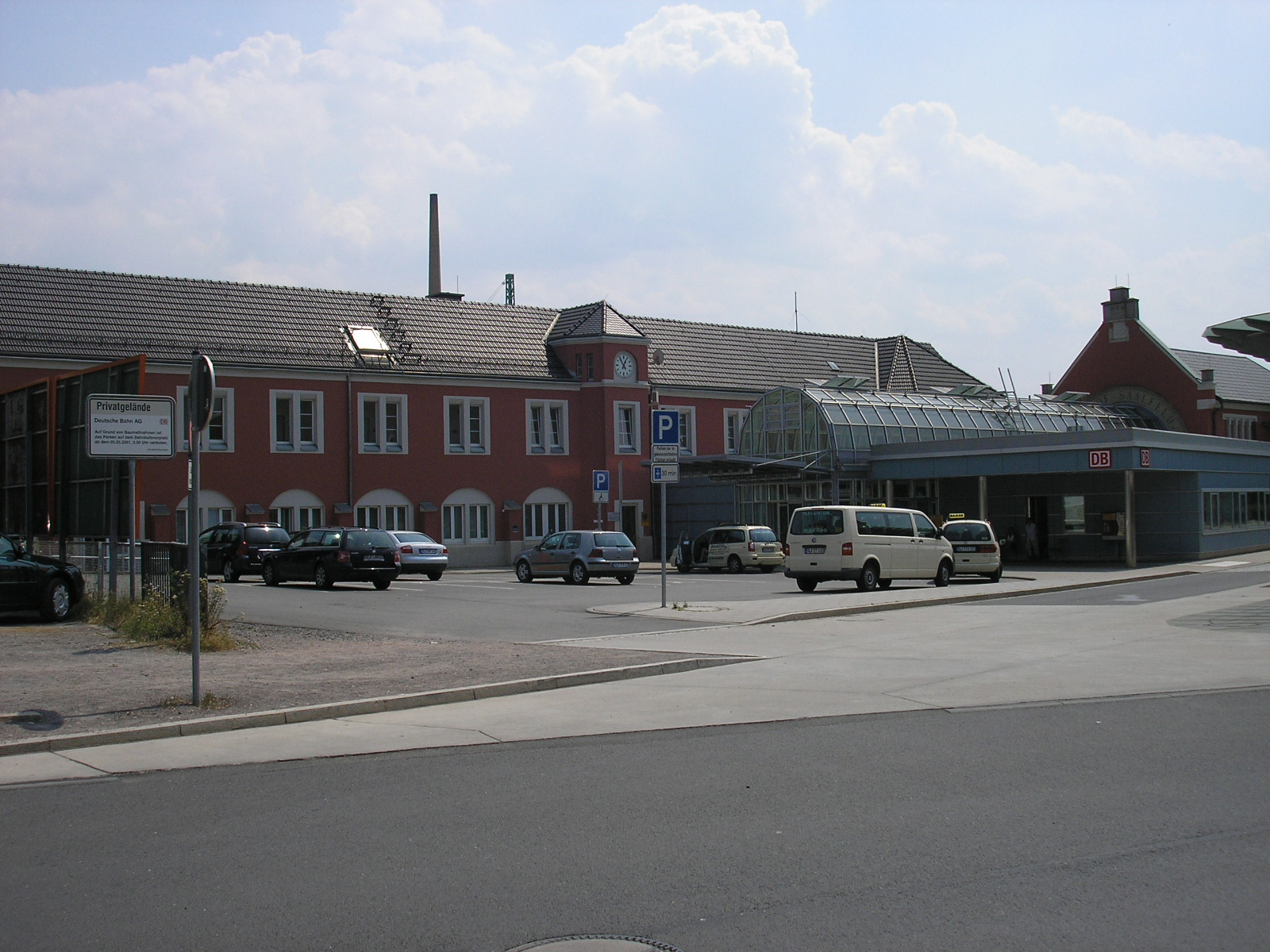
Bahnhof Saalfeld (Saale)

#### Straße
Saalfeld ist über die Bundesstraßen 85 (Weimar–Kronach) und 281 (Eisfeld–Gera) an das Bundesstraßennetz angebunden. Nahe der Stadt verlaufen auch die B 88 (Ilmenau–Jena) und die B 90 nach Hof. Eine Ortsumgehung als Schnellstraße nördlich der Stadt ist fertiggestellt. Sie ist Teil des Ausbaus der B 85/B 281 Rudolstadt–Saalfeld–A 9 AS Triptis. An das Autobahnnetz ist die Stadt nicht angebunden, der Bau einer Zubringerautobahn zur A 71 nach Arnstadt wurde diskutiert, dann aber wieder verworfen. Stattdessen wird der Bau der Bundesstraße 90n Rudolstadt–Stadtilm–A 71 geplant. Zur A 9 sind es 35 km nach Osten, die A 4 verläuft 40 Kilometer nördlich und die A 71 30 Kilometer westlich von Saalfeld.

#### Eisenbahn
Der Bahnhof Saalfeld (Saale) ist ein Eisenbahnknotenpunkt. Regional-Express-Züge verkehren von Saalfeld nach Jena, Leipzig, Gera und Nürnberg sowie Regionalbahnen nach Erfurt, Naumburg, Gera, Bad Lobenstein, Blankenstein und Lichtenfels. Die Bahnstrecke nach Sonneberg über Probstzella wurde 1997 stillgelegt und die Bahnstrecke nach Hof 1945 von der innerdeutschen Grenze unterbrochen. Sie wird heute nur noch bis Blankenstein befahren, allerdings ist ein Wiederaufbau eines fünf Kilometer langen Abschnitts der Höllentalbahn in der Diskussion.
Im Dezember 2017 verlor Saalfeld seinen ICE-Halt, da der Hochgeschwindigkeitsverkehr seitdem über die neue Schnellfahrstrecke Nürnberg–Erfurt abgewickelt wird.
Ab Dezember 2023 gibt es in Saalfeld tagsüber einen IC-Halt im Zweistundentakt auf der Strecke Leipzig – Nürnberg – Stuttgart – Karlsruhe.

#### Fernwege
Saalfeld liegt am Saale-Radweg, am Saale-Orla-Weg, am Bergwanderweg Eisenach–Budapest und am Feengrotten-Kyffhäuser-Weg.

### Medien
In Saalfeld erscheint die Ostthüringer Zeitung als Tageszeitung mit einer Lokalausgabe.
Saalfeld verfügt mit SRB über einen regionalen Bürgermediensender der bis Mai 2009 als reiner Fernsehsender und ab diesem Zeitpunkt als Radiosender mit einem kleineren Fernsehanteil für die gesamte Region tätig ist. Träger des SRB als Offener Kanal ist ein eingetragener Verein. Neben dem Programm engagiert sich der Trägerverein insbesondere im Bereich der Vermittlung von Medienkompetenz. Der Trägerverein des SRB, der Offene Kanal Saalfeld e. V., setzt sich im überwiegenden Maße aus sozialen und gesellschaftlichen Leistungsträgern zusammen. Damit wird eine breite Verankerung des Gedankens der Bürgermedien in der Region erreicht. In dem Trägerverein ist die Stadt Saalfeld selbst Mitglied. Vorsitzender des Vereins ist von Beginn an Mathias Moersch. Dem Status nach ist der Offene Kanal Saalfeld dem Öffentlichen Rundfunk zuzuordnen.
Der SRB realisiert den Fernsehbetrieb nur noch zum Zwecke der Ausbildung, für die Gehörlosenredaktion und für regionale Veranstaltungen. Der Hauptaugenmerk liegt auf dem Radioprogramm auf der UKW-Frequenz 105,2 MHz und in den regionalen Kabelnetzen.
Weiterhin ist in Saalfeld ein Regionalstudio des MDR-Hörfunks präsent.
Ein weiterer Sender ist der Saale-Info-Kanal (kurz SIK). Sein Programm besteht aus Standbildern und Videobeiträgen von Veranstaltungen sowie Kleinanzeigen der Bürger und Firmen der Stadt.
Zudem verfügt Saalfeld über einen spezialisierten Online-Monitor, der stündlich automatisiert neue Beiträge aus den Blogs relevanter lokaler Einrichtungen und Organisationen abruft. Zu den überwachten Quellen zählen die Stadtverwaltung Saalfeld, die Thüringer Kliniken, der Landkreis Saalfeld-Rudolstadt, die Wirtschaftsförderungsagentur Saalewirtschaft-Wifoe sowie die Pressestelle der Polizei Saalfeld-Rudolstadt. Ergänzt wird dieser Überblick durch die Auswertung der Berichterstattung über Saalfeld in der Ostthüringer Zeitung.
Gemäß dem Thüringer Landesmediengesetz ist die Verbreitung auf das örtliche Kabelnetz beschränkt und erreicht somit rund 9000 Haushalte in und um Saalfeld.

### Öffentliche Einrichtungen

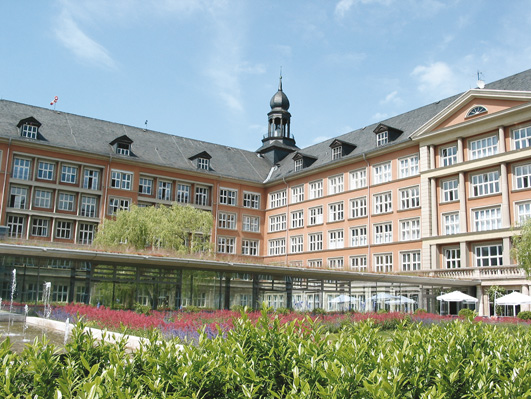
Klinik

Die Thüringen-Kliniken „Georgius Agricola“ sind ein Verbund öffentlicher Krankenhäuser mit Standorten in Pößneck, Rudolstadt und Saalfeld.
Saalfeld ist Sitz einer der sieben Polizeidirektionen der Thüringer Polizei.

### Bildung
Es gibt in Saalfeld zwei Gymnasien, das Heinrich-Böll-Gymnasium und das Erasmus-Reinhold-Gymnasium in Gorndorf. Außerdem gibt es zwei staatliche Regelschulen, drei Grundschulen sowie zwei staatliche Förderzentren mit den Schwerpunkten geistige Entwicklung beziehungsweise Lernförderung. Die Kreisstadt ist zudem Standort der SBBS Medizinische Fachschule Saalfeld „Georgius Agricola“ sowie einiger Schulen in freier Trägerschaft (sowohl Grund-, Regel- als auch berufsbildende Schulen). Des Weiteren befindet sich in der Nähe des Bergfrieds seit 1995 die Bildungsstätte Saalfeld der Gewerkschaft ver.di, die einzige in den neuen Bundesländern.

## Persönlichkeiten
Saalfeld war Residenz der Herzöge von Sachsen-Saalfeld.
Ein Ehrenbürger Saalfelds war Friedrich Trinks.